# Список войн и вооружённых конфликтов России
Список войн и вооружённых конфликтов России — перечень вооружённых конфликтов в истории России в хронологическом порядке, с IX по XXI век. Русские войска принимали участие в большом количестве войн и вооружённых столкновений в различных частях мира. Начиная от княжеских дружин, противостоящих набегам кочевников, и боровшихся за расширение территории Древнерусского государства, через удельный период, к значительному территориальному росту России в XV—XX веках, ознаменовавшемуся завоевательными войнами в Восточной Европе, на Кавказе, в Поволжье, Сибири, Средней Азии и на Дальнем Востоке, мировым войнам XX века и сегодняшнему дню.
Список включает в себя:
- внешние войны
- иностранные интервенции во внутригосударственные конфликты
- восстания народов, завоёванных в ходе российской экспансии
- современные горячие точки

В этом списке не перечисляются:
- княжеские междоусобицы
- крестьянские восстания

## В хронологическом порядке

### Древняя Русь
| Годы          | Название                                       | Регион                                            | Описание | Результат      |
| ------------- | ---------------------------------------------- | ------------------------------------------------- | --- | -------------- |
| 830           | Поход Руси против Византии                     | Византийская территория у Чёрного моря            | Набег русов на Пафлагонию, византийскую территорию у южного берега Чёрного моря, целью которого был грабёж. Русы разграбили город Амастриду ,а также её окрестности. И удалились отягощенные богатой добычей. | Победа         |
| 860           | Поход руси на Царьград                         | Константинополь                                   | Поход на Царьград, предпринятый, предположительно, Аскольдом и Диром . Первая документально отмеченная война Руси: «стала прозываться Русская земля».Целью нападения был грабеж. 18 июня 860 года флот русов из 200 кораблей появился под стенами Константинополя и начал осаду. Разорение побережья Босфора и Принцевых островов. Отплыв с добычей, флот попал в сильный шторм, многие корабли затонули. Состоялось заключение первого международного договора. | Неопределённый |
| 907           | Русско-византийская война                      | Константинополь                                   | Поход на Царьград князя Олега: «Вещий Олег прибил свой щит на вратах Царьграда». Успешный поход князя Олега на Царьград привел к подписанию мира в 907 году. В 911 году состоялось заключение выгодного для Руси торгового договора, ставшего первым договором Древней Руси, чей текст сохранился. | Победа         |
| IX—X века     | Каспийские походы русов                        | Западный Прикаспий                                | Походы русов на мусульманские государства южного побережья Каспийского моря в 864/884, 909/910, 913/914, поход на хазарский Самкерц (совр. Тамань) в 939, поход на Бердаа в 943/944. Захват добычи, дальнейшее отступление или гибель основной части войска. | Неопределённый |
| 941—944       | Русско-византийская война                      | Константинополь                                   | Походы князя Игоря на Царьград. Во время первого похода войско русов потерпело неудачу на море. Второй поход закончился подписанием мирного договора и данью от Византии. | Неопределённый |
| 945—946       | Древлянская война                              | Деревская земля                                   | Вооружённый конфликт между племенами древлян и киевским войском во главе с князем Игорем в ходе которого дружина князя Игоря и сам он были уничтожены. В в 946 году княгиня Ольга собрав многочисленное войско пошла на древлян. В первой же битве киевское войско разбило древлян, и те разошлись по своим городам и закрылись в них. В результате Ольгиного похода многие города древлян были взяты, а их столица Искоростень после длительной осады был взят и сожжен. Княгиня Ольга наложила на древлян тяжёлую дань, навсегда лишив их собственного княжения, а древлянская земля вошла в состав растущего Древнерусского государства. | Победа         |
| 965 (968—969) | Хазарский поход Святослава Игоревича           | Нижняя Волга, Северный Прикаспий, Дон, Прикубанье | Поход или серия из двух походов киевского князя Святослава против Хазарского каганата, в результате чего это государство было полностью разгромлено и вскоре перестало существовать. Саркел (Белая Вежа) и, вероятно, Таманский полуостров переходят под контроль Руси; массовое проникновение кочевых тюркских племён в северное Причерноморье. Возможно, поход затронул и Волжскую Булгарию. Также были побеждены ясы и касоги. | Победа         |
| X—XI века     | Русско-печенежские войны                       | Дикое поле                                        | Череда военных конфликтов на протяжении чуть больше века (с 915 года), носивших характер так называемой «малой войны». Боевые действия заканчивались, как правило, молниеносным набегом печенегов на русские селения или города и столь же быстрым уходом. После разгрома печенегов под стенами Киева в 1036 году князем Ярославом Мудрым, печенежская угроза Руси была ликвидирована. | Победа         |
| 967—969       | Походы Святослава Игоревича в Болгарию         | Болгария                                          | В 967 году князь Святослав совершил свой первый поход на Болгарию. Разбил их в битве под Доростолом, взял множество городов, и обосновался в Переяславце.Вскоре был вынужден возвратиться в Киев осажденный печенегами. Но в 969 году он снова напал на болгар, вторично взял Доростол. Позднее был захвачена столица Болгарии, Преслав Великий. После падения столицы вся страна болгар быстро попала под влияние руссов. | Победа         |
| 970—971       | Русско-византийская война                      | Болгария и Фракия                                 | Поход князя Святослава в Болгарию изначально в союзе с Византией, против Болгарского царства. Завоевание Святославом Болгарии в 969 году. В 970 году, недовольные усилением Святослава, греки начали против русских войну, закончившуюся осадой Доростола греками и уходом русских из Болгарии. | Поражение      |
| 981, либо 985 | Поход на Польшу                                | Червенские города                                 | Военный поход киевского князя Владимира Святославича на Червенские города, принадлежащих Польскому княжеству, закончившийся победой Владимира и присоединением этих территорий к Руси. Являлся первым столкновением Руси и Польши, в череде их многовекового соперничества за эти земли. | Победа         |
| 983           | Поход на ятвягов                               | Ятвягия                                           | Поход князя Владимира на балтское племя ятвягов в 983 году. Войско князя Владимира победило ятвягов, а землю ятвяжскую включил в состав Киевской Руси. | Победа         |
| 985           | Поход на Волжскую Булгарию                     | Средняя Волга                                     | Военный поход великого князя киевского Владимира Святославича в союзе с торками в рамках развернувшегося в 980-х годах нового (после 965—969 годов) этапа борьбы за «хазарское наследство», в которой кроме Руси и Волжской Булгарии активное участие принимали Хорезм, Ширван и огузское племя торков. Победа Руси, заключение «вечного мира». | Победа         |
| 985           | Поход на Хазарию                               | Нижняя Волга                                      | Война киевского князя Владимира Святославича с хазарами. Хазары были побеждены и обложены данью, однако Руси не удалось закрепиться на Нижней Волге. Вскоре Хазария была завоёвана эмиром Северного Хорезма ал-Мамуном ибн Мухаммедом и с этого времени перестала упоминаться в источниках как государство. | Победа         |
| 988           | Русско-византийская война                      | Крым                                              | Осада Корсуни в Крыму князем Владимиром. После захвата Корсуни последовало постепенное Крещение Руси. | Победа         |
| 992           | Поход Владимира Святославича на белых хорватов | Территории современной Галиции, Северной Буковины | Поход предпринятый князем Владимиром против племён белых хорватов, окончившийся по словам историка В.Н.Татищева: «Владимир ходил на Хорватскую землю, и многие победы одержал, и покорив возвратился со множеством плена и богатства, и пришёл в Киев со славою великою». Во время этого похода князь Владимир основал город Владимир-Волынский. | Победа         |
| 1018          | Киевский поход Болеслава I                     | Русь                                              | Военный поход, предпринятый в 1018 году польским князем Болеславом I совместно с русским князем Святополком против князя Ярослава Мудрого. В результате похода поляки захватили Киев, однако после восстания киевлян, Болеслав бежал в Польшу. К Польше отошли Червенские города на Волыни. | Поражение      |
| 1030          | Поход Ярослава Мудрого на Чудь                 | Земли эстов                                       | Военный поход киевского князя, ставшая первым существенным внешнеполитическим событием после его окончательного утверждения на киевском престоле и примирения со своим братом Мстиславом Храбрым. Чудские племена были побеждены и обязаны были платить дань Киеву. В качестве укреплённого поста был основан город Юрьев. | Победа         |
| 1030—1031     | Поход Ярослава Мудрого на Польшу               | Волынь                                            | Военный поход, предпринятый в 1030—1031 годах киевским князем Ярославом Владимировичем совместно с братом Мстиславом. В результате успешного похода, Руси были возвращены Червенские города, захваченные польским королём Болеславом I после его похода на Киев в 1018 году, захвачено множество пленных, а также на престол временно посажен польский князь Безприм (либо Оттон). | Победа         |
| 1038—1047     | Походы Ярослава Мудрого на Мазовию             | Мазовия                                           | Ряд военных походов киевского князя, проведённых по союзному договору с польским королём Казимиром в период с 1038 по 1047 годы против мазовецкого князя Моислава, который отделился от Польши и начал строить независимое государство. Борьба в Мазовии продолжалась несколько лет и только в походе 1047 года «Ярослав пошёл на мазовшан, и победил их, и князя их убил Моислава, и покорил их Казимиру». | Победа         |
| 1043          | Русско-византийская война                      | Константинополь                                   | Морской поход русских войск под началом сына киевского князя Ярослава, Владимира Ярославича, на Константинополь. Поход завершился полной неудачей. Обильное применение греческого огня, а также разразившийся во время сражения шторм дали византийцам решающее преимущество. Буря разметала русский флот в разные стороны, погибло множество кораблей, до 6 тысяч воинов были убиты или попали в плен. Ярослав был вынужден отступить. Однако к 1046 был заключён мир, скреплённый браком князя Всеволода Ярославича, сына киевского великого князя, и дочери византийского императора Константина Мономаха.                               | Поражение      |
| 1055          | Битва с торками у крепости Воинь               | Река Сула                                         | До смерти князя Ярослава Мудрого с кочевыми племенами торков сохранялись мирные отношения,но после неё началась череда русско-торкских войн. Первую победу над торками одержал сын Ярослава Мудрого Всеволод Ярославич. Князь Всеволод нанёс поражение торкам в ожесточённой битве у города-крепости Воиня, на пограничной со Степью реке Суле, зимой 1054/55 года | Победа         |
| 1060          | Поход русских князей против торков             | Дикое поле                                        | Поход князей Изяслава, Святослава, Всеволода и Всеслава против торков, окончившийся, по словам летописи, тем, что торки «убоявьшеся, пробегоша и до сего дни; и помроша бегающе гоними, ови же от зими, другии же голодом, инии же мором». | Победа         |
| XI—XII века   | Русско-половецкие войны                        | Дикое поле                                        | Серия военных конфликтов, длившихся на протяжении примерно полутора веков между Киевской Русью и половецкими племенами (1055 — появление половцев на границах Руси, 1061 — первое столкновение). Были вызваны столкновением интересов древнерусского государства и кочевников причерноморских степей. В 1111 году половцы были разгромлены коалицией русских князей во главе с Владимиром Мономахом на реке Салница, после чего серьёзная угроза с их стороны для Руси была минимизирована, впоследствии половцы часто участвовали в междоусобицах русских князей.                                                                          | Победа         |
| 1068—1069     | Киевский поход Болеслава II                    | Киевская Русь                                     | Военная акция польского короля Болеслава Смелого в 1069 году в поддержку бывшего великого князя киевского Изяслава Ярославича, лишившегося престола после киевского восстания 1068 года, которое привело к власти Всеслава Брячиславича. Польские войска были разведены на постой по городам, начались убийства поляков, после чего Болеслав покинул Русь. | Неопределённый |
| 1076          | Поход Владимира Мономаха в Чехию               | Королевство Богемия                               | Военный поход русских войск под началом Владимира Мономаха и Олега Святославича в помощь польскому королю Болеславу II против чешского князя Вратислава II. Поход оказался достаточно успешным. Чешское войско было разбито, был захвачен город Глац и разорены окресности. Понимая, что с руским войском не справиться Вратислав был вынужден отправить русским князьям большую делегацию. Получив в качестве откупа 1000 гривен серебра и большое количество даров, Олег и Владимир прекратили грабеж чешских земель, и благополучно вернулись домой с победой.                                                                           | Победа         |
| 1080          | Поход Владимира Мономаха на торков             | Переяславское княжество                           | Под Переяславлем не стерпев небрежения русского князя,не получая давно оговоренную виру заратились торки. От Переяславля, где затворился испуганный князь Ростислав, торки двинулись к Киеву. Войско во главе с Владимиром Мономахом вышло к ним навстречу. И здесь в июле 1080 года под Переяславлем произошла битва, где торки были разбиты. Многие торки были посечены, большинство сдались. | Победа         |
| 1120          | Поход Руси на Волжскую Булгарию                | Средняя Волга                                     | Поход Юрия Долгорукого с половцами.В ходе военных действий войска булгар были разгромлены;взято много пленных. | Победа         |

### Русские княжества
| Годы      | Название                                            | Регион                                              | Описание | Результат      |
| --------- | --------------------------------------------------- | --------------------------------------------------- | --- | -------------- |
| 1164      | Поход Руси на Волжскую Булгарию                     | Волжская Булгария                                   | Андрей Боголюбский провёл первый после похода Юрия Долгорукого (1120) поход на волжских булгар с сыном Изяславом, братом Ярославом и муромским князем Юрием. Противник потерял много людей убитыми и знамёна. Был взят булгарский город Бряхимов (Ибрагимов) и сожжено три других города. | Победа         |
| 1164      | Битва на реке Воронежке                             | река Воронежка                                      | В 1164 году мощный шведский флот достиг Ладоги и взял её в осаду. Первый приступ оказался неудачным, и шведы отошли на реку Воронежку. Тут подошло новгордское войско под руководством князя Святослава Ростиславича и посадника Захария и наголову разбили силы врага. В этой битве шведы потеряли 43 шнека из 55. В честь этой победы новгородцы по преданию построили храм Георгия Победоносца. После данного поражения шведы 76 лет не нападали на новгродские земли. | Победа         |
| 1171      | Поход Руси на Волжскую Булгарию                     | Волжская Булгария                                   | Зимой 1171 года был организован второй поход, в котором участвовали Мстислав Андреевич, сыновья муромского и рязанского князей. Дружины соединились при впадении Оки в Волгу и ждали рати бояр, но не дождались. Бояре идучи не идяху, потому что не время воевать зимою болгар. Князья со своими дружинами вошли в булгарскую землю и начали грабежи. Булгары собрали войско и выступили навстречу. Мстислав предпочёл избежать столкновения из-за неблагоприятного соотношения сил! | Неопределённый |
| 1183      | Поход Руси на Волжскую Булгарию                     | Волжская Булгария                                   | Поход Всеволода Большое Гнездо и половцев на Волжскую Булгарию.Войско подошло к Великому городу волжских булгар и взяли его в осаду.Разгром вражеского войска при нападении на охранный полк княжеского войска. Десять дней войско осаждало город Биляр, и булгарский царь поняв, что силы неравны выслал послов с челобитьем. Князья получили большой откуп, а также булгары освобождали всех русских пленников, которые томились у них в неволе. На обратном пути князь Всеволод Большое Гнездо отправил воевать мордву, за все пакости которые она чинила во время похода на волжских булгар. Разорение мордовской земли, и захват много пленников. | Победа         |
| 1185      | Поход Руси на Волжскую Булгарию                     | Волжская Булгария                                   | Удачный поход князя Всеволода Большое Гнездо на волжских булгар. В ходе похода был захвачен большой «полон» и огромное количество добычи. | Победа         |
| 1187      | Сигтунский поход                                    | Сигтуна, Швеция                                     | Морской поход, по некоторым свидетельствам приведший к полному уничтожению крупнейшего шведского города Сигтуны. В источниках нет единого мнения, кто разрушил шведскую столицу, однако осенью 1188 года в некоторых городах Швеции и Готланда были схвачены купцы-новгородцы. Некоторые исследователи считают эти летописные сведения доказательством роли Великого Новгорода в походе, но научного консенсуса по этому поводу нет. | Победа         |
| 1205      | Поход Руси на Волжскую Булгарию                     | Волжская Булгария                                   | Поход судовой рати князя Всеволода Большое Гнездо на волжских булгар, закончившаяся разорением территории по словам летописи : «Посылал князь велики Всеволод Юрьевич рать судовую на Болгары Волжскиа и Камскиа, и ходила по Волге до Хомол, и много полона взяша, а других изсекоша, и учаны многих разбила, и товар много взяша и тако возвратишася во своаси». | Победа         |
| 1203-1234 | Походы русских князей против Ордена меченосцев      | Ливония                                             | Серия походов русских князей против западных крестоносцев в Прибалтике. Изначально были связаны с борьбой за влияние на прибалтийские племена, позднее связаны с борьбой против распространения власти крестоносцев непосредственно на русские земли.Сражение на Омовже. Поражение Ордена меченосцев и заключение мира <<на всей воле Новгорда>> с князем Ярославом Всеволодовичем.По условиям мира восточная и южная часть Дерптского епископства отошла к Пскову. Крестоносцам было нанесено поражение,и они не предпринимали больше вторжении вплоть до ослабления Северо-Восточной Руси монгольским нашествием. Захват крестоносцами прибалтийских земель до границ Руси и Литвы                                                                                               | Неопределённый |
| 1205-1245 | Война за объединение Галицко-Волынского княжества   | Галицко-Волынское княжество                         | Борьба Даниила Романовича волынского за престол отца против Венгрии и Польши | Победа         |
| 1220      | Поход Руси на Волжскую Булгарию                     | Волжская Булгария                                   | Военный поход великого князя Юрия Всеволодовича. | Победа         |
| 1223      | Битва на Калке                                      | Река Калка, территория современной Донецкой области | Сражение между объединённым русско-половецким войском и монгольским корпусом, действовавшим в рамках похода Джэбэ и Субэдэя 1221—1224 годов. Сначала были разбиты половцы и основные русские силы, а через 3 дня 31 мая 1223 года сражение закончилось полной победой монголов. В бою погибло не менее девяти князей и много родовитых бояр и простых воинов из Киевского, Галицко-Волынского, Черниговского, Смоленского и других русских княжеств. | Поражение      |
| 1226      | Битва под Усвятом (1226)                            | Псковская республика                                | Удачный поход Ярослава Всеволодовича против напавших на Торжок и Торопец литовцев. | Победа         |
| 1237—1240 | Монгольское нашествие на Русь                       | Русь                                                | Вторжения войск Монгольской империи на территорию русских княжеств в 1237—1240 годах в ходе Западного похода монголов (Кипчакского похода) 1236—1242 годов под предводительством чингизида Батыя и военачальника Субэдэя. Поражение русских княжеств. | Поражение      |
| 1238—1239 | Литовский поход Михаила Всеволодовича               | Великое Княжество Литовское                         | Военная акция черниговского князя Михаила Всеволодовича с привлечением галицких сил, практически совпавшая по времени с отвоеванием владимирским князем Ярославом Всеволодовичем Смоленска у ВКЛ, а также с вторичным разорением монголами мордовских земель и Рязани, разорением Мурома и Городца. | Неопределённый |
| 1240—1242 | Ливонский поход на Русь                             | Северо-Западная Русь                                | Желание Ливонского ордена захватить Псковскую землю. Ледовое побоище. Поражение немцев, заключение мира с князем Александром Ярославичем Невским, отказ немцев от притязаний на северные земли Руси. | Победа         |
| 1240—1250 | Второй шведский крестовый поход                     | Восточная Прибалтика                                | Военные действия шведов в восточной Прибалтике против финского племени емь, осложнённые столкновениями с Новгородской республикой. Разгром шведского войска в Невской битве 15 июля 1240 года. Разгром рыцарей Ливонского ордена. | Победа         |
| 1245      | Литовский поход Александра Невского                 | Торопец, озеро Жижицкое, Усвят                      | С 1219 года Литва регулярно совершала набеги на русские земли. Причинами литовских набегов в 1234 и 1245 годах летописцы считали богатства новгородских и смоленских городов, находившихся на торговых путях, а также взятие в плен, угон коней с товарами и другое. Удачный ответный военный поход переславских и новгородских войск во главе с Александром Невским против литовцев. | Победа         |
| 1248—1249 | Вторжение литовских войск на смоленские земли       | Смоленское княжество                                | В 1248 году Миндовг посылал Товтивила, его брата Эдивида и его дядю по материнской линии-жемайтского князя Викинта-на завоевание Смоленска, обещав им передать завоёванные земли. Этот поход закончился в 1249 году. В битве на реке Протва князьям удалось разбить войско великого князя владмирского Михаила Хоробрита, погибшего в этой битве. Однако в следующем сражении у Зубцова князья потерпели поражение от Святослава Всеволодовича и вынуждены были вернуться в Литву. | Победа         |
| 1252      | Неврюева рать                                       | Северо-Восточная Русь                               | Карательный поход ордынских войск, разорение волго-окского междуречья, смещение Андрея Ярославича с владимирского престола в пользу Александра Невского | Поражение      |
| 1252—1255 | Куремсина рать                                      | Понизье, Волынь                                     | Попытка правителя западной части Золотой Орды завладеть пограничными землями Галицко-Волынского княжества | Победа         |
| 1258—1288 | Галицко-ордынские походы на Литву, Польшу и Венгрию | Малая Польша                                        | Походы галицко-волынских войск и войск улуса Ногая и волжской Орды на Литву, Польшу и Венгрию | Неопределённый |
| 1262      | Осада Юрьева (1262)                                 | Ливония                                             | Взятие новгородскими, тверскими, смоленскими и литовскими (полоцкими) войсками потерянного в 1224 году русского города Юрьев в землях эстов | Победа         |
| 1266—1267 | Литовские походы князя Довмонта                     | Великое княжество Литовское                         | Походы псковских, а затем в союзе с новгородцами войск под командованием князя Довмонта против литовского князя Герденя. Походы были успешными, литовская земля разорена, литовское войско было разбито, а сам князь Гердень погиб в бою. | Победа         |
| 1268      | Раковорская битва                                   | Датская Эстляндия                                   | Битва между армиями северорусских республик и княжеств против объединённых сил рыцарей Ливонского ордена и Датской Эстляндии вблизи крепости Везенберг. Контрударом в битве русские войска разбили и преследовали противника до самого Раковора, у стен которого простояли три дня. Приступить к осаде и штурму города помешала потеря в битве обоза с осадными приспособлениями (пороками). | Победа         |
| 1268—1269 | Ливонский поход на Русь (1268—1269)                 | Псковская республика                                | Беспрецедентно большая военная кампания Ливонского ордена в союзе с Датской Эстонии против Псковской республики организованная магистром Отто фон Лютербергом, разорение псковской земли, а затем 10-дневная осада Пскова, и последующее отступление рыцарей при приближении новгородского войска во главе с князем Юрием и заключение мира «на всей воле новгородской». | Победа         |
| 1293      | Дюденева рать                                       | Северо-Восточная Русь                               | Карательный поход ордынских войск, разорение волго-окского междуречья, смещение Дмитрия Александровича с владимирского престола в пользу Андрея Александровича | Поражение      |
| 1293—1295 | Третий шведский крестовый поход                     | Псковское княжество                                 | Эпизод шведского завоевания и христианизации Финляндии и шведско-новгородских войн, шведская военная экспедиция в 1293 году в Карелию, которую контролировала Новгородская республика. | Неопределённый |
| 1299      | Ливонский поход на Псков                            | Окрестности Пскова                                  | Поход произошёл силами Ливонского ордена и вассалов епископа Дорпатского. Чтобы привлечь к походу братьев-рыцарей епископ Дорпата вспомнил о своих правах на «наследство» князя Ярослава Владимировича, половину которого он ещё в 1248 году обещал передать Ливонии. Осада и неудачный штурм Пскова ливонцами, а затем разгром рыцарей на берегу реки Псковы русскими воинами во главе с князем Довмонтом и воеводой Иоанном Дорогомиловичем. Многие рыцари в этой битве пленены, а оказавшие сопротивление потоплены в реке. Поход 1299 года была последней попыткой рыцарей утвердиться в Пскове как законном вассальном владении епископа Дорпатского. | Победа         |
| 1300—1301 | Шведский поход на Новгородскую республику           | Новгородская республика                             | Весной 1300 года большое шведское войско под командованием Торгильса Кнутссона выступило в поход против Новгорода. Предполагается, что в походе участвовало 30-50 кораблей и 1100 воинов. Никогда ещё в устье Невы не входилвходил такой крупный вражеский флот. Основание шведами мощной крепости Ландскрона, и неудачная попытка русского отряда воспрепятствовать им. Но весной 1301 года большое новгородско-суздальское войско осадило, и после штурма захватили сожгли эту крепость. Так закончилась на то время крупнейшая попытка шведов закрепиться на Неве. | Победа         |
| 1317      | Бортеневская битва                                  | Тверское княжество                                  | Победа тверского войска над ордынско-московским карательным войском | Победа         |
| 1340—1392 | Война за галицко-волынское наследство               | Галицко-Волынское княжество                         | Война между Польше и Великим княжеством Литовским за земли Галицко-Волынского княжества после пресечения в нём мужской линии правящей династии Даниловичей. Волынь и Подолье отошли Литве, Галиция Польше. | Неопределённый |
| 1327      | Федорчукова рать                                    | Тверское княжество                                  | Карательный поход ордынских, московских и суздальских войск на Тверь для подавления антиордынского восстания | Поражение      |
| 1340      | Осада Смоленска (1340)                              | Смоленское княжество                                | Оборона Смоленска от карательного московско-татарского войска после отказа смоленского князя платить дань Орде и образования смоленско-литовского союза | Победа         |
| 1348      | Битва на Стреве                                     | Литва                                               | Поражение литовских войск от Тевтонского ордена, гибель Кориата Гедиминовича | Поражение      |
| 1348—1349 | Четвёртый шведский крестовый поход                  | Новгородская республика                             | Поход короля Магнуса II Эрикссона для покорения и обращения в католическую веру русского и карельского населения Новгородской республики. Начавшись в 1348 году, военные действия сконцентрировались вокруг пограничной русской крепости Орешек, которую шведы осаждали и взяли в том же году, но вскоре потеряли. Дальнейшие боевые действия также не принесли успеха Швеции. | Победа         |
| 1362      | Битва при Синих Водах                               | Северное Причерноморье                              | Поражение трёх ордынских князей от литовских войск Ольгерда, распространение его власти на южную Русь (Киев, Путивль, Курск). | Победа         |
| 1365      | Сражение у Шишевского леса                          | Рязанское княжество                                 | Сражение ордынского войска под предводительством царевича Тагая и объединённого русского войска под предводительством князя Олега рязанского и Тита козельского. Ордынцы ограбили рязанские земли и уходили в степь с добычей, но были настигнуты и разбиты. | Победа         |
| 1367      | Битва на реке Пьяне (1367)                          | Нижегородское княжество                             | Сражение ордынского войска под предводительством царевича Булат-Темира и нижегородско-суздальского войска на берегу Пьяны. Ордынцы были разбиты. | Победа         |
| 1370      | Поход Руси на волжских булгар                       | Булгарский улус                                     | Осенью 1370 года нижегородский князь Дмитрий Константинович послал войско под командованием брата Бориса и сына Василия на территорию булгарской земли против болгарского хана Асана (которого Б. А. Илюшин ассоциирует сбежавшим из Сарая ханом Хасаном). В результате похода вместо Асана наместником Булгарского улуса стал Салтан. Данное противостояние Нижнего Новгорода и Булгара показало отсутствие ресурсов у последнего для противодействия войскам русских княжеств. | Победа         |
| 1376      | Булгарский поход русских князей                     | Булгарский улус Золотой Орды                        | Поход в Золотую Орду князей Дмитрия Ивановича Московского и Дмитрия Константиновича Суздальского. Объединённым Московско-Нижегородским войском руководили московский воевода Дмитрий Михайлович Боброк-Волынский и сыновья Дмитрия Суздальского Василий и Иван. В условиях окончательно обозначившегося к середине 1370-х годов «розмирия» с Мамаем Дмитрий Московский решил подчинить себе булгарские земли, контролируемые его ставленниками. Победа русского войска. | Победа         |
| 1377      | Битва на реке Пьяне (1377)                          | Нижегородское княжество                             | Сражение ордынского войска под предводительством царевича Араб-шаха Музаффара и объединённого русского войска под предводительством князя Ивана Дмитриевича 2 августа на берегу Пьяны. В сражении русское войско, застигнутое врасплох, было наголову разбито. Это позволило Араб-шаху разграбить Нижегородское княжество и взять Рязань. | Поражение      |
| 1378      | Битва на реке Воже                                  | Река Вожа (Рязанская область)                       | Сражение между русской ратью под командованием Дмитрия Донского и войском Золотой Орды под командованием мурзы Бегича (Бегиша). Победа русского войска. Стала первой серьёзной победой войск Северо-Восточной Руси над большим войском Золотой Орды и имела большое психологическое значение. Была ликвидирована военная угроза нападения ордынцев в глубь Северо-Восточной Руси, Рязанского и Пронского княжеств. | Победа         |
| 1380      | Куликовская битва                                   | Куликово поле (ныне Тульская область)               | Крупное сражение между объединённым русским войском во главе с московским великим князем Дмитрием Донским и войском темника беклярбека части Золотой Орды Мамая, состоявшееся 8 сентября. Решающая победа русских войск. Шаг на пути к восстановлению единства Руси и будущему свержению золотоордынского ига. | Победа         |
| 1382      | Нашествие Тохтамыша на Москву                       | Северо-Восточная Русь                               | военный поход золотоордынского хана Тохтамыша в земли Северо-Восточной Руси, Причина: невыплата дани с 1374 года. Разорение Москвы, восстановление зависимости от Золотой Орды. | Поражение      |
| 1391      | Военный поход новгородцев на Булгарский улус        | Булгарский улус                                     | Военный поход новгородцев возник из-за набегов ордынцев на Вятку. В ходе военных действий была разорена Булгарская земля, взяты города Жукотин и Кашан, а также ограблены восточные купцы. | Победа         |
| 1395      | Булгарский поход русских войск                      | Булгарский улус                                     | Ответный поход русских войск под предводительством князя Юрия Дмитриевича на земли Булгарского улуса за грабеж земель Нижегородского княжества. Русские войска разорили достаточно обширные татарские земли, разгромив 14 городов (включая Булгар, Жукотин, Казань, Керменчук), приведя на Русь огромную добычу. | Победа         |
| 1399      | Битва на Ворскле                                    | Великое княжество Литовское                         | Поход Витовта литовского против ставленников Тимура в помощь Тохтамышу. Погибли Глеб Святославич (князь смоленский) и герои Куликовской битвы Андрей полоцкий и Дмитрий брянский Ольгердовичи | Поражение      |
| 1408      | Поход Едигея на Москву                              | Великое княжество Московское                        | Нашествие на великое княжество Московское войск темника Золотой Орды Едигея в 1408 году. Его кульминацией стала трёхнедельная осада белокаменного Московского кремля, которая не имела успеха. Претендент на литовский престол Свидригайло покинул северо-восточную Русь. Русь возобновила выплату дани после 12-летнего перерыва. | Неопределённый |
| 1410      | Грюнвальдская битва                                 | Пруссия                                             | Поражение войск Тевтонского ордена от польско-литовских войск. | Победа         |
| 1426      | Псковский поход Витовта (1426)                      | Юг Псковской республики                             | Великий литовский князь Витовт проводя экспансионистскую политику, объявил Пскову войну и вторгся в псковские земли, которая для литовского князя в итоге закончилась неудачей. | Победа         |
| 1428—1429 | Булгарский набег на Русь                            | Великое княжество Московское                        | Булгарское войско разгромило окрестности Галича, Плëса захватили и сожгли Кострому. Великий князь Василий II Тёмный послал своих дядьев Андрея и Константина Дмитриевичей. Князья гнались за татарами до Нижнего Новгорода, но не догнали и оставили погоню. Тогда князь Фёдор Пёстрый с воеводой Фëдором Константиновичем Добрынским, «съвокупяся с своим дворы», тайком от братьев-князей бросились в погоню по волге «и угониша их зад» за Нижним Новгородом «побила Татар и Бесермен и полон весь отняша, царевича и князя Али-бабы не догониша». | Победа         |
| 1431      | Булгарский поход русских войск                      | Булгарский улус                                     | В 1431 году великий князь Василий II Тёмный посылал войско под началом князя Фёдора Пёстрого на Булгарский улус. Поход был успешным, в результате боевых действий русские войска окончательно разрушили их столицу Великий Булгар. | Победа         |
| 1439      | Осада Москвы                                        | Москва                                              | Десятидневная осада Москвы татарским ханом Улу-Мухаммедом. Отступление татар от Москвы, разграбление округи | Неопределённый |
| 1443—1444 | Битва на реке Листани                               | Река Листань близ Рязани                            | Сражение, состоявшееся зимой 1443—1444 годов. Московское войско великого князя Василия II, подкреплённое мордвой и рязанскими казаками, уничтожило татарское войско ордынского царевича Мустафы. Битва на Листани является первым упоминанием казачества в источниках. Победа Василия II. | Победа         |
| 1443—1448 | Новгородско-ливонская война                         | Вблизи Нарвы                                        | Поводом к войне послужили пленение и убийство переводчика графа Герхарда фон Клеве Германа Кокена в Ямгороде, у которого тогда существовали серьёзные трения с Нарвой, входившей в состав Ливонского ордена и претензии ордена на спорные территории.Битва у устья реки Нарова( предрешившая исход войны)в которой силы ордена были разбиты,неудачная осада ливонцами Ямгорода.В 1448 году под давлением ливонских городов, заинтересованных в возобновлении торговли с Новгородом, магистр ордена Финке заключил с новгородцами мирный договор сроком на 5 лет, который позже был продлён ещё на 25 лет.Агрессия ордена была отражена, и война показала, что силы ордена слишком слабы, чтобы тягаться с Новгородом.                                                              | Победа         |
| 1445      | Битва под Суздалем                                  | Окрестности Спасо-Евфимиева монастыря, под Суздалем | Сражение, состоявшееся 7 июля вблизи Суздаля между войсками великого князя московского Василия II Тёмного и казанскими татарами под предводительством царевичей Мамутяка и Якуба, посланных на Русь ханом Улу-Мухаммедом. Итогом сражения стал полный разгром московского войска и пленение великого князя. Сражение решило исход неудачной для Василия II кампании против казанских татар и имело тяжёлые последствия для Московского княжества. | Поражение      |
| 1450      | Сражение на реке Битюге                             | Река Битюг (средний Дон)                            | Сражение из столкновений периода 1449—1459, когда Москва отказывалась платить дань и признавать верховную власть Сеид-Ахмета. Победа московских войск над татарами орды Сеид-Ахмета, возглавляемыми Малым Берды. | Победа         |
| 1451      | Осада Москвы                                        | Москва                                              | В июне Мазовша стал под Москвой, сжёг её посады и готовился к решительному приступу, но после вылазки москвичей из Кремля ночью убежал, оставив весь свой лагерь и обоз. Согласно летописям, причиной бегства был услышанный татарами сильный шум, принятый ими за шум приближающегося войска великого князя. Этот поход вошёл в историю как «скорая татарщина». | Неопределённый |
| 1458—1463 | Война с епископством Дерптским                      | Пограничные земли Пскова, и Ливонии                 | Вооружённый конфликт между Псковом и Дерптским епископством 1458—1463 гг. из-за пограничных земель, в который впервые вмешался великий князь Иван III в качестве гаранта псковско-ливонских соглашении. Боевые действия начались вокруг псковских крепостей на рубеже, но с прибытием великокняжеских войск перенесены на территорию Ливонии. Понимая, что война проиграна по инициативе с немецкой стороны было подписано перемирие на 10 лет. По настоянию великокняжеского наместника в мирный договор были включены статьи о покровительстве русским церквям и купеческому кварталу в Дерпте («о русском конце») и о т. н. «Юрьевской дани»-обязательстве выплачивать дань великому князю Владимирскому и Московскому за право владения бывшим Юрьевым Ливонским «по старине». | Победа         |
| 1467—1469 | Первая Казань                                       | Казанское ханство                                   | Война между Великим княжеством Московским и Казанским ханством. Война ознаменовала собой коренной перелом в русско-казанских отношениях в пользу Москвы. Это был первый крупный русский внешнеполитический успех за долгое время. На девять лет из летописи исчезли сообщения о враждебных действиях казанцев. | Победа         |
| 1472      | Сражение под Алексином                              | Алексин                                             | Пресечение московскими войсками попытки войск Большой Орды форсировать реку Оку после того, как ими был сожжён город Алексин. Победа русских, согласно альтернативной версии окончание монголо-татарского ига[1]. | Победа         |
| 1472      | Чердынский поход                                    | Прикамье                                            | Военная операция московской рати в северном Прикамье в 1472 году, в результате чего было завершено подчинение Перми Великой со столицей в городе Чердынь. В результате похода было разрушено коми-пермяцкое святилище в Искоре, а на территории княжества был создан русский укреплённый пункт-Покча. | Победа         |

### Русское государство / Русское царство
| Годы      | Название                                        | Регион | Описание | Результат      |
| --------- | ----------------------------------------------- | --- | --- | -------------- |
| 1478      | Русско-казанская война                          | Русь, Казанское ханство | В феврале 1478 года в Казанское ханство пришло известие (ложное), что Иван III потерпел поражение в походе на Новгород Великий, был ранен и бежал в Москву потеряв все войско. Казанское войско совершило поход на Вятку, города взять не смогло, но разграбило окрестности. Через несколько недель, узнав что известие о поражении московского войска было ложным, татары отступили от Вятки. В ответ на действия татар великий князь направил весной на Казань по Волге войско под руководством Семена Ивановича Хрипуна Ряполовского и Василия Федоровича Образца Симского. Другой отряд, пройдя Камой, разорял восточные волости Казанского ханства. Дойдя до Казани, основная рать опустошила окрестности, но штурму города помешала сильная буря. Был заключён мир по воле великого князя.                                     | Победа         |
| 1480      | Стояние на реке Угре                            | Берег Угры (Калужская область)                                                                                               | Военные действия между ханом Большой Орды Ахматом и великим князем московским Иваном III. Стратегическая победа русских, которая положила конец монголо-татарскому игу на севере и северо-востоке Руси, где оно держалось дольше всего и где шёл процесс становления единого Русского государства, которое стало полностью независимым. | Победа         |
| 1480—1481 | Русско-ливонская война                          | Северо-Западная Русь, Ливония                                                                                                | Война между Русским государством и Ливонской конфедерацией. Желание Ливонского ордена захватить Псковскую землю. Поражение немцев, заключение мира, отказ от притязаний на псковские земли | Победа         |
| 1487—1494 | Русско-литовская (Странная) война               | Верховские княжества | Вооружённый конфликт (Пограничная война, Странная война, Хитрая война) между Русским государством и Великим княжеством Литовским (объединённым личной унией с Королевством Польским). В историографии существует название «Странная война», поскольку война не была объявлена, официально оба государства находились в мире на протяжении всего конфликта. Победа русских войск. Русскому государству удалось расширить свои земли на двух главных направлениях: Верховские княжества и Вязьма. | Победа         |
| 1487      | Русско-казанская война                          | Казанское ханство | Впервые русские взяли Казань и установили свою власть над Казанским ханством. | Победа         |
| 1495—1497 | Русско-шведская война                           | Финляндия | Первая война между единым Русским государством и Шведским королевством. Основной причиной стала борьба Ивана III (Великого) против монополии Ганзы на мореплавание и торговлю на Балтике и за восстановление старых новгородско-шведских рубежей.Русскому государству удалось восстановить прежние границы Новгородской республики и Шведского королевства по договору 1323 года. Предоставление русским купцам права торговать с ливонскими и ганзейскими городами через Выборг, позволившего укрепить экономические связи с европейскими странами.Первое Новгородское перемирие. | Победа         |
| 1499—1500 | Югорский поход                                  | Югра | В 1499—1500 годах был совершён самый масштабный поход на Югру. По данным разрядных книг в походе участвовало свыше четырёх тысяч человек. Разделившись на две половины войско успешно повоевали неприятельскую землю, разбив войско Пыткея. Было взято более 40 городков и захвачено в плен около 60 туземных князьков. Поход 1499—1500 годов считается окончательным присоединением Югры к Москве. | Победа         |
| 1500—1503 | Русско-литовская война                          | Северщина | Война между Русским государством и Великим княжеством Литовским, вызванная переходом ряда удельных литовско-русских князей на службу к государю Ивану Великому. Являлась второй из русско-литовских войн, которые велись в XV—XVI веках за западнорусские земли. Как союзник Русского государства выступило Крымское ханство, тогда как на стороне Литвы выступила Ливонская конфедерация. Победа русских войск. Переход к Русскому государству около трети территории Великого княжества Литовского. | Победа         |
| 1505—1507 | Русско-казанская война                          | Нижний Новгород, Казань | Война между Московским княжеством и Казанским ханством, а также его союзниками. Основной причиной войны было стремление Казанского хана Мухаммед-Амина, московского ставленника, к полной самостоятельности от Москвы. Война закончилась безрезультатно: Мухаммед-Амин и Василий III подписали статус кво, перемирие, возвращение довоенных условий, освобождение русских пленных. | Неопределённый |
| 1507      | Крымский поход на Русь                          | Верховские княжества | Первый поход крымских татар на Русское государство под Белёв и Козельск. Войска Ивана Холмского-Каши и других князей нанесли поражение татарам на Оке, отбив захваченную добычу и невольников. При отражении набега наибольшую активность проявили князья Василий Одоевский и Иван Воротынский. | Победа         |
| 1507—1508 | Русско-литовская война                          | Восточная часть Великого княжества Литовского                                                                                | Война между Русским государством и Великим княжеством Литовским, объединённым личной унией с Королевством Польским. Стремление Великого княжества Литовского взять реванш за поражение 1503 года. В состав Великого княжества Литовского возвращён Любеч, остальные земли признаны за Русским государством. | Ничья          |
| 1512—1522 | Русско-литовская война                          | Великое княжество Литовское                                                                                                  | «Десятилетняя война» между Русским государством и объединёнными силами Великого княжества Литовского и Польского королевства. Осады Смоленска (1513—1514), Битва под Оршей, Осада Опочки (1517), Осада Полоцка (1518). Завершилась победой русских войск и присоединением к Русскому государству смоленских земель. | Победа         |
| 1517      | Крымский поход на Русь                          | Окрестности Тулы | 20 тысячный татарский отряд под началом Токузака-мирзы вторгся в русские владения и дошёл до Тулы, где был полностью разбит русским войском под командованием князя Одоевского и Воротынского.Понеся тяжёлые потери, крымцы смогли прорваться в степи.Из 20-тысячного войска в Крым вернулось только 5 тысяч воинов:«и те пеши и наги и босы». | Победа         |
| 1521—1524 | Русско-казанская война                          | Казанское ханство | Война началась после захвата крымским царевичем Сахиб Гераем казанского престола и изгнания из Казани московского ставленника Шах-Али. Новый казанский хан Сафа-Гирей признал свою зависимость от великого князя Василия III, Волжская ярмарка перенесена из Казани в Нижний Новгород. Удалось добиться лишь временного прекращения татарских набегов на Русь. | Победа         |
| 1521      | Крымский поход на Москву                        | Москва, Переяславль-Рязанский                                                                                                | Летом крымский хан Мехмед I Гирей во главе татарской орды предпринял крупный поход на Русь. Неудачная осада Москвы, на обратном пути неудачная осада Переяславля-Рязанского. Разорение пройденных земель и угон полона. | Поражение      |
| 1527      | Крымский поход на Москву                        | Рязанские земли | Осенью произошёл набег 40-тысячной крымскотатарской орды под командованием царевича Ислам Гирея на южнорусские владения. Москва, Коломна и другие города пять дней находились на осадном положении. Ислам Гирей 9 сентября подошёл к реке Оке и попытался переправиться через неё. Однако русские воеводы Ф.В. Лопата-Оболенский и Овчина-Телепнев-Оболенский преградили дорогу степнякам. Сражение на Оке было продолжительным и упорным. Ислам Гирей с ордой начал поспешно отступать в степи. Великий князь не стал ограничиваться обороной «берега»и приказал своим воеводам перейти за Оку. Русские настигли врага под Зарайском и на реке Осётр. Поход Ислам Гирея закончился полной неудачей. Воеводы «ходили за ним до Дону».                                                                                                | Победа         |
| 1530—1531 | Русско-казанская война                          | Казанское ханство | Война привела к временному восстановлению русского протектората над Казанским ханством. Представитель крымской династии был изгнан из Казани, на троне утвердился ставленник Москвы Джан-Али. | Победа         |
| 1534—1537 | Русско-литовская война                          | Восточная часть Великого княжества Литовского, Смоленщина, Северщина, Псковщина                                              | Война между Русским государством и Великим княжеством Литовским, объединённым личной унией с Королевством Польским. Стремление Великого княжества Литовского вернуть потерянные в 1514 году смоленские земли. Осада Чернигова, Осада Стародуба, Осада Себежа. Итог: взаимные территориальные уступки. Гомельская волость отошла Великому княжеству Литовскому, новопостроенные крепости Себеж, Заволочье и Велиж (прежде территория Литвы) остались в Русском государстве. | Ничья          |
| 1535—1552 | Русско-казанская война                          | Казанское ханство | Началась после гибели в 1535 году московского ставленника на казанском троне Джан-Али, погибшего в результате заговора, и продолжалась вплоть до завоевания Иваном Грозным Казани в 1552 году. | Победа         |
| 1541      | Крымский поход на Москву                        | Рязанские земли | В июле произошло крупное вторжение крымского хана Сагиб-Гирея в южнорусские земли. Выжжен посад Зарайска. После неудачного для хана сражения на Оке татары отступили к Пронску, откуда бежали за Дон. Московские воеводы с полками преследовали хана от Пронска до Дона. Царевич Имин-Гирей, отделившийся от главных сил орды, стал грабить одоевский уезд. Воевода князь Владимир Воротынский с братьями выступил из Одоева против татар и нанёс им поражение. Было взято в плен и доставлено в Москву 45 языков. | Победа         |
| 1552      | Крымский поход на Тулу                          | Рязанская и Тульская Земли                                                                                                   | Вооружённый конфликт между Крымским ханством и Русским царством, вызванный военной агрессией со стороны крымской орды. Поход на Тулу в июне 1552 года стал первым походом Девлета I Гирея на Русь и имел своей целью остановить казанский поход Ивана Грозного. После отбитой осады под стенами Тулы и в результате сокрушительного поражения в битве на берегах реки Шиворонь, крымско-татарская орда под предводительством крымского хана Девлета I Гирея была полностью разгромлена русскими войсками Ивана Грозного. | Победа         |
| 1552      | Взятие Казани                                   | Казань, Поволжье | Заключительный из трёх военных походов Русского царства против Казанского ханства., предпринятый Иваном Грозным для расширения территории Российского государства. Положил конец существованию Казанского ханства как самостоятельного государства, после этого оно вошло в состав Русского государства. Взятие Казани русскими войсками. | Победа         |
| 1552—1556 | Русско-казанская война                          | Территория бывшего Казанского ханства                                                                                        | Сепаратистское восстание казанских татар за возрождение независимости Казанского ханства. Победа русских войск. Окончательное подчинение территории Казанского ханства России. | Победа         |
| 1552—1557 | Первая черемисская война                        | Поволжье | Восстание части марийского народа против присоединения к Русскому царству и ответные экспедиции московских войск. Подавление восстания русскими войсками. Русское царство завершило фактическое присоединение Казанского ханства. | Победа         |
| 1554—1557 | Русско-шведская война                           | Карелия | Вооружённый конфликт между Шведским королевством и Русским царством, начавшийся из-за приграничных споров (конфликты из-за мест рыбного и тюленьего промысла). Русско-шведская граница восстановлена по старому рубежу, определённому ещё Ореховским мирным договором от 1323 года. Сорокалетнее перемирие. | Ничья          |
| 1554      | Взятие Астрахани                                | Астраханское ханство | После завоевания Казанского ханства и штурма его столицы, царь Иван Грозный решил подчинить своему влиянию южного соседа. Покорение Астраханского ханства позволило бы добиться контроля над всем бассейном Волги и получить прямой выход в Каспийское море. Поводом к началу военных действий стало пленение местным ханом Ямгурчеем московских послов в Астрахани. Весной 1554 года по Волге в сторону Астрахани отправилось войско во главе с князем Пронским. 29 июня 1554 года русский авангард под командованием князя А.Вяземского нанёс поражение головному отряду астраханцев у Чёрного острова. После этого Ямгурчей не стал вступать в новое сражение и при приближении русских к Астрахани бежал из города в турецкую крепость Азов. Русские войска без боя заняли Астрахань.                                            | Победа         |
| 1555      | Судбищенская битва                              | У села Судбищи (ныне Орловская область)                                                                                      | Сражение, произошедшее 24—25 июня между крымской ордой под предводительством хана Девлета I Гирея и русским войском Ивана Васильевича Шереметьева. После полуторадневной битвы и понесённых людских потерь, Девлет Гирей, узнав о приближающемся войске из Тулы, покинул поле боя, уклонившись от встречи с Иваном Грозным, так и не сумев сломить в бою оборону русских воинов. | Победа         |
| 1556      | Поход на Астрахань                              | Астраханское ханство | После взятия Астрахани в 1554 году там воцарился противник Ямгурчея и союзник московского царя — хан Дервиш-Али, обещавший поддержку Москве. Однако в 1556 году этот хан перешёл на сторону давних врагов России — Крымского ханства и Османской империи, спровоцировав этим новый поход русских на Астрахань. Его возглавил воевода Н. Черемисинов. Сначала донские казаки отряда атамана Л. Филимонова нанесли поражение ханскому войску под Астраханью, после чего 2 июля Астрахань была взята без боя. В результате этого похода Астраханское ханство было полностью подчинено Российскому царству. | Победа         |
| 1558—1583 | Ливонская война                                 | Прибалтика, Ингерманландия                                                                                                   | Крупный военный конфликт XVI века, в котором участвовали Ливонская конфедерация, Русское царство, Великое княжество Литовское (с 1569 года — Речь Посполитая), Шведское и Датское королевства. К 1561 году русские войска разгромили Ливонскую конфедерацию, и к 1577 году заняли большую часть её территории. В 1569 году ВКЛ объединилась с Польшей. В 1577—82 годах Россия потеряла завоевания в Ливонии, и не смогла добиться выхода к Балтике. Победа Речи Посполитой и Швеции. Ям-Запольский мир, Плюсское перемирие. | Поражение      |
| 1558—1561 | Русско-Ливонская война (1558—1561)              | Ливония | Военный конфликт часто рассматривающийся в историографии как часть Ливонской войны. Эта война была стремлением России подчинить Ливонский орден. После ряда поражений Орден обратился к Литве, присягнув на верность её властям, подписав Виленский договор. В кампанию 1560 года русские войска разгромили Орден и заняли большую часть Ливонии. Но присяга данная последним магистром Ордена Г.Кетлером королю Сигизмунду, позволила претендовать Литве на все остальные земли Ливонского ордена, что привело к русско-литовской войне. | Победа         |
| 1559      | Крымский поход Даниила Адашева                  | Крымское ханство | Военный поход царского воеводы Даниила Фёдоровича Адашева на Крымское ханство. Захватив несколько кораблей под Очаковом и перебив множество татар и турок, русские воины высадились в западном Крыму. Адашев распустил войско, которое начало воевать ханские улусы. Царские ратники и запорожцы освобождали христианских невольников и сами захватывали полон. Адашев с войском благополучно вернулся в Москву. | Победа         |
| 1560      | Поход Черемисинова в Дагестан                   | Северный Дагестан | Военная экспедиция Русского царства против Тарковского шамхальства, находившегося в зависимости от крымско-турецкого союза и сефевидского Ирана. Фактически поход русских войск был направлен на владение в Северном Дагестане — Тарки (центр кумыкского Тарковского шамхальства) и, возможно, Тюменское владение. Русскими войсками предводительствовал астраханский воевода И. С. Черемисинов-Караулов, войска Тарковского шамхальства, вероятно, возглавлял шамхал Будай I ибн Умал-Мухаммад. Разорение русскими Тарков (и Тюмени). | Победа         |
| 1561—1570 | Русско-литовская война                          | Территории современной восточной Беларуси, Псковщина, Смоленщина, Прибалтика                                                 | Военный конфликт между Русским государством и Великим княжеством Литовским, часто рассматривающийся в историографии как часть Ливонской войны. Победа России. Присоединение к России Полоцка и окружающих земель. | Победа         |
| 1568—1570 | Русско-турецкая война                           | Юг России | С целью вернуть Поволжье в сферу своего влияния, Османская империя организовала поход турецко-крымской армии на Астрахань. Успешная оборона Астрахани русскими войсками. Отступление турецкой армии в Азов и её гибель в степях. Победа Русского царства. | Победа         |
| 1571—1574 | Вторая черемисская война                        | Поволжье | Восстание марийцев после успешного похода и сожжения Москвы крымским ханом Девлет-Гиреем. Восставшие рассчитывали на поддержку крымцев, но крымские татары после тяжёлых поражений от русских войск не были способны на оказание помощи. Сильное влияние на восставших оказывали марийские жрецы — карты, недовольные насильственным обращением в православие. Царские власти проводили карательные операции, проводили переговоры с умеренными силами, строили крепости, и к 1574 году восстание было подавлено. | Победа         |
| 1571      | Крымский поход на Москву                        | Дикое поле | Набег крымского хана Девлет-Гирея на Москву в мае. В ходе разорения столицы начался самый крупный московский пожар XVI века, из-за сильного ветра и жары столица сгорела практически полностью. По разным данным, во время похода было уведено в рабство от 60 до 150 тысяч и погибло при нападении до 120 тысяч человек. | Поражение      |
| 1572      | Битва при Молодях                               | Молоди, в 50 верстах к югу от Москвы                                                                                         | Крупное сражение между вторгшейся в Россию армией крымского хана Девлета I Гирея при поддержке турецких и ногайских отрядов и русской армией под командованием Михаила Воротынского и Дмитрия Хворостинина. Несмотря на значительное численное превосходство, крымско-турецкая армия была обращена в бегство и почти полностью перебита. Крым на время лишился значительной части боеспособного мужского населения, так как по обычаям почти все боеспособные мужчины были обязаны участвовать в походах хана. Нападения на Русь прекратились почти на 20 лет. На Дону и Десне пограничные укрепления были отодвинуты на юг на 300 километров, непродолжительное время спустя при Федоре Иоанновиче были заложены Воронеж и новая крепость в Ельце — началось освоение богатых чернозёмных земель, ранее относившихся к Дикому полю. | Победа         |
| 1574      | Битва при Печерниковых Дубравах                 | Окрестности села Печерники, Михайловский район, Рязанской области                                                            | Крупная битва русских войск под командованием тульского воеводы Серебряного-Оболенского Б. В. против крымских татар и их союзниками ногаями произошедшая осенью 1574 года. Сражение длилось целый день и закончилось бегством степняков. Таким образом южнорусские города собственными силами не допустили врага к Берегу—оборонительной линии Русского государства на Оке. | Победа         |
| 1581—1585 | Третья черемисская война                        | Среднее Поволжье | Вооружённое выступление марийского народа против политики царских властей началось в 1581 году. Вместе с марийцами в восстании участвовали и другие народы Поволжья: чуваши, мордва, татары, а также удмурты[2]. Восстание было усмирено, усилилось освоение русскими данного региона[5]. | Победа         |
| 1581—1585 | Сибирский поход Ермака                          | Сибирское ханство | Поход казачьего отряда Ермака на территорию Сибирского ханства. Начало русского освоения Сибири. | Победа         |
| 1584      | Крымский поход на Русь                          | Южнорусские земли Русского царства                                                                                           | Весной 52-тысячная татарская орда под предводительством Арсланай-мурзы прорвалась через Оку. В течение двух недель татары разоряли территории южнорусских земель. В плен было захвачено «бесчисленно много русского народу». 7 мая русское войско под командованием думного дворянина Михаила Безнина настигло противника у устья реки Выссы, в окрестностях Калуги. В упорной битве на Выссе русские разгромили кочевников и освободили 70 тысяч пленников. Есиней-мурза с отдельным отрядом осадил город Белёв, где оборнялся князь Тимофей Трубецкой. Михаил Безнин послал к нему на помощь военный отряд, который заставил мурзу снять осаду, и бежать в степи. | Победа         |
| 1590—1595 | Русско-шведская война                           | Ингерманландия, Карелия | Военный конфликт между Русским царством и Швецией за утерянные в годы Ливонской войны крепости Нарву, Ивангород, Ям, Копорье и прилегающие территории. Дубинная война. Тявзинский мирный договор. Русские признали права Шведского королевства на Эстляндию и отказывались от использования лесов во внутренней Финляндии. Шведы согласились вернуть России крепость Кексгольм с уездом и признали отошедшими к Русскому царству города, взятые (освобожденные) русскими войсками в начале войны — Ям, Ивангород, Копорье (захваченные Швецией у России в ходе Ливонской войны), кроме того, Орешек (Нотебург) и Ладога были также признаны русскими и также возвращены России. | Победа         |
| 1591      | Крымский поход на Москву                        | Южнорусские степи; окрестности Москвы                                                                                        | Крупный поход 150-тысячной крымско-ногайской армии во главе с Газы Гераем на русские земли. В результате крымское войско потерпело поражение в битве под стенами Москвы, и обратилось в бегство, потеряв в итоге до двух третей от своей изначальной численности. Этот поход был последним, в котором войска Крымского ханства сумели подойти к Москве. | Победа         |
| 1594      | Поход Хворостинина в Дагестан                   | Дагестан | Поход русских войск в Дагестан под командованием окольничего воеводы князя А. И. Хворостинина с целью захват Сулакского брода, стратегически важного для укрепления южных рубежей Русского царства, и заложении на том месте Койсинского острога, одного из составляющей кавказской линии. Другой целью был захват столицы Тарковского шамхала — Тарков — для стабилизации путей сообщения между Русским и Кахетинским царствами. Первая цель была достигнута. Вторая не увенчалась успехом. | Неопределённый |
| 1598      | Ирменское сражение                              | Территория современного Ордынского района Новосибирской области                                                              | Летом 1598 года по указу царя Бориса Годунова воевода Андрей Матвеевич Воейков с отрядом в 700 стрельцов и казаков и в 300 служилых татар вышел из крепости Тара для ликвидации угрозы со стороны бывшего сибирского хана Кучума. Окончательный разгром войск хана Кучума русскими. | Победа         |
| 1604—1605 | Поход Бутурлина в Дагестан                      | Дагестан | Поход русских войск, известный по летописям как «Шевкальский поход», под командованием окольничего воеводы Ивана Бутурлина[1] с астраханским воеводой Осипом Плещеевым и воеводой Иваном Полевым[2] с целью присоединения восточно-кавказских земель, стратегически необходимых Русскому царству для стабильного положения на Каспийском море и развития отношений с Персидской империей. Разгром русского войска. | Поражение      |
| 1609—1618 | Русско-польская война                           | Русское царство | Вооружённый конфликт между Россией и Речью Посполитой, в ходе которого польско-литовские войска на два года (с 1610 по 1612) оккупировали Московский Кремль. Одно из основных событий Смутного времени. Русское царство потеряло Смоленскую, Черниговскую и Северскую земли, но сохранило независимость. Деулинское перемирие. | Поражение      |
| 1610—1617 | Русско-шведская война                           | Русское царство | Война между Русским государством и Швецией, начавшаяся после распада русско-шведского союза в войне против Речи Посполитой. Столбовский мирный договор. Россия теряла выход к Балтийскому морю, но города Новгород, Порхов, Старая Русса, Ладога и Гдов были ей возвращены. Россия на 100 лет лишилась крепостей Ивангород, Орешек, Копорье и выхода к Балтийскому морю. | Поражение      |
| 1632—1634 | Смоленская война                                | Смоленское, Полоцкое, Витебское воеводства ВКЛ, юго-западная и северо-западная пограничные территории России                 | Стремление России вернуть земли, утраченные в русско-польской войне 1609—1618 годов. Владислав IV официально отказался от претензий на русский престол. К России отошли города Серпейск и Трубчевск. Поляновский мир. | Поражение      |
| 1649—1689 | Русско-цинский пограничный конфликт             | Приамурье, Забайкалье | Серия приграничных конфликтов между Русским царством и империей Цин. Русские ушли из Приамурья. Нерчинский договор. | Поражение      |
| 1650      | Герменчикская битва                             | Тарковское шамхальство | Цель похода — вернуть откочевавшие к шамхалу Сурхаю III силы ногайцев. Поражение русских сил и их кавказских союзников в Герменчикской битве. | Поражение      |
| 1651—1653 | Русско-персидский конфликт                      | Устье реки Сунжи | Вооружённый конфликт на Северном Кавказе, связанный с планами Сефевидов укрепить свои позиции в этом регионе и вытеснить Россию. Мирное урегулирование. | Поражение      |
| 1654—1667 | Русско-польская война                           | Речь Посполитая | Военный конфликт между Россией и Речью Посполитой за возвращение утерянных Россией в Смутное время территорий, а также за контроль над землями современных Беларуси и Украины. Победа России, присоединение к России Левобережной Гетманщины и Киева, а также Смоленщины и западной части Северской земли. Андрусовское перемирие. | Победа         |
| 1656—1658 | Русско-шведская война                           | Инфлянтское воеводство, Шведская Ливония, Шведская Эстляндия, Шведская Ингерманландия, Кексгольмский лен, окрестности Пскова | Война Русского царства с целью недопущения польско-шведской унии, возвращения русских земель на побережье Финского залива, захваченных шведами в XVI—XVII веках, и обретения выхода к Балтийскому морю. Поражение Швеции в войне.В 1658 году было подписано Валиесарское перемирие, по которому за Россией оставались все земли занятые в ходе войны (присоединение к России восточной части Ливонии). Однако в 1661 году уже после окончания войны, в новой обстановке был подписан Кардисский мир по которому стороны возвращались к границам 1617 года. | Победа         |
| 1658—1659 | Война Русского государства с гетманом Выговским | Гетманская Украина, Северская земля                                                                                          | В сентябре 1658 года Выговский подписал с Речью Посполитой Гадячский договор о вхождении казаков в польское подданство. Начались боевые действия. 8 июля 1659 года Выговский и союзное ему крымское войско нанесли тяжёлое поражение русским войскам в Конотопской битве. Однако эта победа не укрепила политические позиции Выговского, казаки восстали против него. В 1659 году объединённые силы русского войска Григория Ромодановского и казацких полков Ивана Беспалого, Ивана Богуна и запорожцев Ивана Серко разгромили в нескольких сражениях войско во главе с Выговским. На второй Переяславской раде гетманом был выбран Юрий Хмельницкий. Украина вернулась в состав России, а её автономия значительно ограничена. | Победа         |
| 1661—1665 | Западно-Сибирское восстание (1661—1665)         | Русское царство, Западная Сибирь, Тобольская губерния                                                                        | Восстание коренных народов Западной Сибири с целью восстановить Сибирское ханство и его влияние в Западной Сибири. Это было последней попыткой реставрации Сибирского ханства. Восстание было подавлено. | Победа         |
| 1668—1669 | Левобережное восстание (1668—1669)              | Левобережная Гетманщина | Левобережное восстание или мятеж Брюховецкого-поддержанное Крымским ханством и правобережным казачеством восстание в Левобережной Гетманщине против власти русского царя в 1668-69 гг. Восстание возглавил гетман Иван Брюховецкий, а после его гибели боевые действия продолжил Демьян Многогрешный. Ряд военных неудач крымско-казацких войск привёл к подписанию левобережным казачеством Глуховских статей и возвращению Левобережья в подданство Русского царства на правах автономии. | Победа         |
| 1672—1681 | Русско-турецкая война                           | Северное Причерноморье, Чигирин и окрестности                                                                                | Чигиринские походы во время царствования Фёдора Алексеевича. Османская империя признала протекторат России над Левобережной Украиной. Россия признавала протекторат Османской империи над Правобережной Украиной и возобновляла ежегодную выплату «поминок» крымскому хану. Бахчисарайский мир. | Ничья          |
| 1686—1700 | Русско-турецкая война                           | Дикое поле | Часть Великой Турецкой войны при Софье Алексеевне, Крымские походы 1687 и 1689 годов, Азовские походы Петра I 1695 и 1696 годов, Казыкерменский поход Шереметева в 1695 году. Османская империя уступила России Азов. Константинопольский мир. | Победа         |
| 1700—1721 | Великая Северная война                          | Восточная, Северная и Центральная Европа                                                                                     | Война между Швецией и коалицией североевропейских государств за обладание прибалтийскими землями. Поражение Швеции. Россия получила Прибалтику, Ингерманландию и свободное мореплавание на Балтике. Ништадтский мир. | Победа         |
| 1710—1713 | Русско-турецкая война                           | Северное Причерноморье, Молдавия, Крым, Кубань                                                                               | «Прутский поход» Петра I. Победа Османской империи. Утрата Россией и присоединение к Османской империи Азова и Запорожья; демонтаж русских крепостей Таганрог, Богородицкая, Кодак, Каменный Затон. Прутский мир, Адрианопольский мир. | Поражение      |
| 1716—1717 | Хивинский поход                                 | Хивинское ханство | Цель похода — склонить хивинского хана в подданство, а утвердившись там, вступить в сношения с бухарским ханом, склоняя и его к подданству. Отряд князя Александра Бековича-Черкасского уничтожен. Голову Бековича хивинский хан отправил в дар бухарскому хану. | Поражение      |

### Российская империя
| Годы        | Название                                                     | Регион | Описание | Результат      |
| ----------- | ------------------------------------------------------------ | --- | --- | -------------- |
| 1722—1723   | Персидский поход                                             | Западное и южное побережье Каспийского моря                                                                             | Поход русских армии и флота в принадлежавшие Персии юго-восточное Закавказье и Дагестан. Победа России, к России отошли города Дербент, Баку, Решт и провинции Ширван, Гилян, Мазендеран и Астрабад. Петербургский мир. | Победа         |
| 1725—1726   | Походы русских войск в Шамхальство                           | Тарковское шамхальство                                                                                                  | Подавление восстания тарковского шамхала Адиль-Герея. Разгром шамхальства и его основных населенных пунктов, пленение шамхала и ликвидация Тарковского шамхальства. | Победа         |
| 1733—1735   | Война за польское наследство                                 | Польша, Рейнская область, Италия                                                                                        | Война коалиций России, Австрии и Саксонии с одной стороны и Франции, Испании и Сардинского королевства с другой. Повод: выборы короля на польский престол после смерти Августа II (1733). Франция поддерживала кандидатуру Станислава Лещинского, тестя Людовика XV, ранее уже занимавшего польский трон во время Северной войны, Россия и Австрия — саксонского курфюрста Фридриха Августа II, сына покойного короля. Победу одержала антифранцузская коалиция. | Победа         |
| 1735—1740   | Башкирское восстание                                         | Башкирия | Крупнейшее в серии башкирских восстаний XVII—XVIII веков, носящее антиколониальный характер. Жёсткое подавление восстания царскими войсками. | Победа         |
| 1735—1739   | Русско-турецкая война                                        | Крым, Едисан Молдавия, Босния, Сербия                                                                                   | Значительные территориальные уступки Османской империи на русском фронте:присоединение к России Азова и Запорожья.Победа Османской империи над Габсбургами:присоединение к Османской империи Сербии и Олтении (Малой Валахии). Белградский мир. По договору России запрещалось иметь флот на Чёрном море, а для торговли на нём должны были использоваться турецкие суда. Тем не менее, победы, одержанные русской армией, впервые обеспечили прочный мир на российском юге, надолго охладив агрессивность по отношению к России Османской империи (прежде всего, Крымского ханства). Эта война в известном смысле стала переходным моментом. Завершалась великая эпоха грозных австро-турецких столкновений и начинался новый этап борьбы Европы с Турцией. На смену обессилевшей в борьбе с турками Австрии выходила Россия. | Победа         |
| 1741—1743   | Русско-шведская война                                        | Финляндия | Реваншистская война, которую Швеция начала в надежде вернуть себе утраченные в ходе Северной войны территории. Россия приобрела часть Финской территории. Абосский мир. | Победа         |
| 1756—1763   | Семилетняя война                                             | Европа, Африка, Индия, Северная Америка, Карибский бассейн, Филиппины, Южная Америка                                    | Крупный военный конфликт XVIII века, в котором столкнулись интересы крупнейших европейских государств. В ходе войны против Пруссии, русские войска заняли Восточную Пруссию, а в 1760 году заняли столицу Пруссии Берлин. В 1762 году после смерти императрицы Елизаветы, Пётр III вывел Россию из войны и добровольно возвратил Пруссии территорию, занятую русскими войсками, включая Восточную Пруссию. Петербургский мир. | Неопределённый |
| 1764        | Военные действия в Речи Посполитой в 1764 году               | Речь Посполитая | Борьба за польский престол в 1764 году после смерти короля Августа III. Велась между придворной (саксонской) партией, возглавляемой коронным гетманом Браницким Яном-Клеменсом и кланом князей Чарторыйских.При российской поддержке (в том числе военной) верх одержали сторонники Чарторыйских. Русские нанеся поражение войскам коронного гетмана на польский престол возвели своего кандидата-Станислава Понятовского. | Победа         |
| 1768—1772   | Барская конфедерация                                         | Речь Посполитая | Конфедерация, созданная по призыву краковского епископа Каетана Солтыка римокатолической шляхтой Речи Посполитой в крепости Бар в Подолии для защиты внутренней и внешней самостоятельности Речи Посполитой от давления Российской империи. Вмешательство Российской империи во внутренние дела Речи Посполитой; Диссидентский вопрос в Речи Посполитой. Битва под Лянцкороной (разгром Суворовым конфидератов). Поражение конфедератов. Первый раздел Речи Посполитой. | Победа         |
| 1768—1774   | Русско-турецкая война                                        | Дунайские княжества, Болгария, Запорожье, Крым, Эгейское море, Чёрное море                                              | Одна из ключевых по значению войн между Российской и Османской империями, Чесменское сражение. Присоединение к России Керчи, Еникале, Кинбурна, Восточного Едисана (междуречье Днепра и Южного Буга), части Приазовья (до рек Берда и Ея). Кючук-Кайнарджийский мир. | Победа         |
| 1783        | Ногайское восстание                                          | Кубань | Крупное восстание, поднятое кубанскими ногайцами Малой Ногайской орды в 1783 году на Кубани. Являлось следствием присоединения Крыма к Российской империи и политики царских властей по переселению ногайцев на Урал. Было жестоко подавлено войсками под командованием Суворова. | Победа         |
| 1785 — 1791 | Движение шейха Мансура                                       | Северный Кавказ | Вооружённое сопротивление северокавказских горцев против экспансии Российской империи на Кавказе в конце XVIII века под руководством шейха Мансура. Было направлено против царизма и являлось реакцией на его колониальную политику. Шейх Мансур, обессиленный ранением (был контужен в результате взрыва порохового погреба) попал в плен к царским войскам во время штурма ими турецкой крепости Анапа (русско-турецкая война 1787-1791 гг.). По личному указанию российской императрицы Екатерины II Шейх Мансур был перевезён в Петербург, а затем заключен в Шлиссельбургскую крепость. Здесь он тяжело заболел и умер 13 апреля 1794 года. Комендант крепости полковник Колюбакин сообщил об этом в Правительствующий Сенат в Петербург в тот же день: «…Находящийся в Шлиссельбургской крепости под арестом уроженец чеченский Ших Мансур заболел, а сего же апреля 13 числа пополудни во втором часу от оной болезни помер…» . | Победа         |
| 1787—1791   | Русско-турецкая война                                        | Едисан, Буджак, Дунайские княжества, Военная граница, Сербия, Северный Кавказ, Чёрное море                              | Победа России. Османская империя уступила России Западный Едисан (междуречье Днестра и Южного Буга). Ясский мир. | Победа         |
| 1788—1790   | Русско-шведская война                                        | Балтийское море, Финляндия                                                                                              | Война, начатая Швецией и поддержанная Великобританией, Голландией и Пруссией с целью возвращения территорий, утраченных в ходе предшествующих войн с Россией. Верельский мирный договор.Россия отразила нападение шведов и сохранила довоенные границы. | Победа         |
| 1792        | Русско-польская война                                        | Речь Посполитая | Война между Российской империей и Речью Посполитой, явившаяся следствием первого раздела Польши и несогласия России с введением Конституции 3 мая в Речи Посполитой. Победа России. Второй раздел Речи Посполитой. | Победа         |
| 1794        | Восстание Костюшко                                           | Речь Посполитая, аннексированные Пруссией в 1793 году Великая Польша и Куявия                                           | Восстание на территории Речи Посполитой. Часть польской шляхты и шляхты Великого княжества Литовского, внешне выражая покорность Российской Империи, втайне готовилась к восстанию, надеясь на помощь Франции, где в тот момент была революция. Предводителем восстания был избран литовский шляхтич Костюшко. Поражение восставших. Третий раздел Речи Посполитой. | Победа         |
| 1796        | Русско-персидская война                                      | Дагестан, Грузия, Ширван                                                                                                | Вооружённый конфликт между Российской империей и Персией за контроль над Закавказьем. Штурм Дербента. Победа России. | Победа         |
| 1799—1802   | Война второй коалиции                                        | Центральная Европа, Италия, Швейцария, Нидерланды, Франция, Ближний Восток, Ионические острова, Вест-Индия, Индия       | В 1798 году Франция насильственно присоединила к себе Голландию, а в Италии — Папскую область, заняла королевство Сардинии и начала проникновение на Балканы После перехода Швейцарии под французский контроль Великобританией была создана коалиция с участием Австрии, Англии, России, Неаполитанского королевства, Турции, нескольких немецких князей и Швеции, с целью ограничения влияния революционной Франции и восстановления там монархического строя. Средиземноморский поход Ушакова. Итальянский поход Суворова, Швейцарский поход Суворова (переход Суворова через Альпы). В 1800 году Россия вышла из антифранцузской коалиции. Победа Франции. Люневильский мир, Амьенский мир. | Неопределённый |
| 1800        | Битва на реке Иори                                           | Река Иори, Закавказье                                                                                                   | Битва в ходе которой вторгшиеся в пределы Картли-Кахетинского царства войско Умма-хана аварского находившегося вкупе с оппозиционным царевичем Александром, потерпело сокрушительное поражение от двух русских батальонов генерал-майоров Ивана Лазарева и Василия Гулякова совместно с грузинским ополчением. Следствием победы на Иори было приобретение Россией огромной популярности в Грузии, выявление её военной мощи в Кавказском крае и значение её покровительства. | Победа         |
| 1802—1805   | Русско-тлинкитская война                                     | Остров Ситка | Серия вооружённых конфликтов между русскими колонистами и индейцами-тлинкитами за контроль над островом Ситка. Перемирие 1805 года. | Победа         |
| 1804        | Покорение Гянджи                                             | Гянджа, Гянджинское ханство                                                                                             | Штурм и взятие русскими войсками крепости города Гянджа Гянджинского ханства (северо-запад нынешнего Азербайджана) произошедшего 3(15) января 1804 года.Взятие Гянджи обеспечило безопасность восточных земель Грузии, подвергавшихся неоднократно набегам со стороны Гянджинского ханства. С другой стороны покорение русскими Гянджинского ханства, находившегося под протекторатом Персии, вызвало негативную реакцию последней, что фактически послужило началу русско-персидской войны | Победа         |
| 1804—1813   | Русско-персидская война                                      | Ширван и Арран (соврАзербайджан), Восточная Армения                                                                     | Война за присоединение к России Восточной Грузии и ряда азербайджанских ханств. Победа России. Гюлистанский мирный договор, присоединение к России территории современного Азербайджана. | Победа         |
| 1805        | Война третьей коалиции                                       | Центральная Европа, Италия, Атлантический океан                                                                         | Война между Францией, Испанией, Баварией и Италией, с одной стороны и Третьей антифранцузской коалицией, в которую входили Австрия, Россия, Великобритания, Швеция и Неаполитанское королевство — с другой. Полный разгром третьей коалиции: Пресбургский мир. | Поражение      |
| 1806—1812   | Русско-турецкая война                                        | Дунайские княжества, Болгария, Западная Армения                                                                         | Война в царствование Александра I. Вторая Архипелагская экспедиция (1805—1807), Битва при Слободзее (1811). Османская империя уступила России Бессарабию. Бухарестский мир. | Победа         |
| 1806—1807   | Война четвёртой коалиции                                     | Центральная Европа | Война наполеоновской Франции и её сателлитов против коалиции великих держав (Россия, Пруссия, Великобритания). Война стала продолжением войны третьей коалиции. Полный разгром Пруссии, Тильзитский мир. | Поражение      |
| 1807—1812   | Англо-русская война                                          | Финляндия, Средиземное, Адриатическое, Баренцево, Балтийское моря, Атлантический океан                                  | Вооружённый конфликт между Российской и Британской империями в период Наполеоновских войн. Эребруский мир | Неопределённый |
| 1808—1809   | Русско-шведская война                                        | Финляндия, Швеция | Присоединение Финляндии к России. Фридрихсгамский мир. | Победа         |
| 1809        | Австрийский поход русской армии (1809)                       | Варшавское герцогство, Королевство Галиции и Лодомерии                                                                  | Австрийский поход русской армии-часть войны Наполеона против Пятой коалиции.Поход был обусловлен Тильзитским миром, согласно которому Российская империя и Наполеоновская Франция обязались помогать друг другу во всякой наступательной войне. Победа России: Шенбруннский мир. Присоединение к России дистрикта Тарнополь. | Победа         |
| 1812        | Отечественная война                                          | Российская империя | Война между Российской и Французской империями на территории России в 1812 году. Победа России и почти полное уничтожение армии Наполеона. | Победа         |
| 1813—1814   | Война шестой коалиции                                        | Центральная Европа, Франция                                                                                             | Война коалиции европейских держав против Наполеоновской Франции и её союзников. Битва народов. Взятие Парижа (1814). Победа антифранцузской коалиции. Парижский мир. Венский конгресс. | Победа         |
| 1815        | Война седьмой коалиции                                       | Нидерланды, Франция, Италия                                                                                             | Седьмая коалиция была спешно сформирована в 1815 году после возвращения Наполеона. Победа антифранцузской коалиции. Завершение Венского конгресса. Парижский мир. Оккупация Франции | Победа         |
| 1817—1864   | Кавказская война                                             | Кавказ | Военные действия Русской императорской армии, связанных с присоединением горных районов Северного Кавказа к Российской империи, и военного противостояния с Северо-Кавказским имаматом. Победа Российской империи. Завоевание Российской империей Северного Кавказа. | Победа         |
| 1826—1828   | Русско-персидская война                                      | Ширван и Арран (современный Азербайджан), Иранский Азербайджан, Восточная Армения                                       | Военный конфликт между Российской и Персидской империями за господство в Закавказье и Прикаспии, в результате которого Россия окончательно закрепилась в этом регионе и присоединила к своей территории Восточную Армению. Присоединение к России Эриванского и Нахичеванского ханств, подтверждение прав России на территории, приобретённые по Гюлистанскому договору. Туркманчайский мир. | Победа         |
| 1827        | Наваринское сражение, часть Греческой войны за независимость | Наваринская бухта, Греция                                                                                               | Морское сражение между российско-британо-французским и турецко-египетским флотом во время Греческой войны за независимость. Сражение продолжалось четыре часа и закончилось полным разгромом турецко-египетского флота, решающую роль в битве сыграла русская эскадра Поражение в Наваринской битве значительно ослабило морскую мощь Османской империи, способствовало усилению греческого освободительного движения и победе России в русско-турецкой войне 1828-29гг. | Победа         |
| 1828—1829   | Русско-турецкая война                                        | Балканский полуостров, Кавказ                                                                                           | Победа России. Османская империя уступила России дельту Дуная, Анапу, Суджук-Кале, Поти, Ахалцих и Ахалкалаки. Адрианопольский мир. | Победа         |
| 1830—1831   | Польское (Ноябрьское) восстание                              | Российская империя (Царство Польское и Западный край)                                                                   | Нарушение императором положений Конституции Царства Польского; Недовольство русским управлением в Западном крае; Планы польского национально-освободительного движения возродить Речь Посполитую в границах 1772 года. Восстание против власти Российской империи на территории Царства Польского, Северо-Западного края и Правобережной Украины. Сражение под Остроленкой. Осада Варшавы 1831 года. Подавление восстания. Польское Царство объявлено частью России, упразднены сейм и польское войско. | Победа         |
| 1836—1838   | Восстание Исатая Тайманова                                   | Младший жуз | Антиколониальное восстание казахов Младшего жуза под предводительством Исатая Тайманова. Подавлено царскими войсками. Исатай Тайманов убит. | Победа         |
| 1837—1847   | Восстание Кенесары Касымова                                  | Казахстан | Крупнейшее антиколониальное восстание казахов под предводительством Кенесары Касымова. Подавлено царскими войсками. Хан Кенесары погиб. | Победа         |
| 1839—1840   | Хивинский поход                                              | Средняя Азия | Российско-британское противостояние в Средней Азии и на Ближнем Востоке. Основными задачами похода было прекращение набегов хивинцев на подвластные Российской империи территории, освобождение российских пленных в Хивинском ханстве, обеспечение безопасной торговли и транзитов грузов и исследование Аральского моря. Зимний поход отряда Отдельного Оренбургского корпуса Русской армии в Хивинское ханство. Победа Хивинского ханства. | Поражение      |
| 1848—1849   | Подавление Венгерского восстания                             | Австрийская империя: Королевство Венгрия                                                                                | Боевые действия между отрядами венгерской армии и австрийскими императорскими войсками, начавшиеся после попытки выхода Венгрии из Австрийской империи, которые были осложнены стычками со славянским ополчением и интервенцией Русской армии генерал-фельдмаршала И. Ф. Паскевича. Австро-русская победа. | Победа         |
| 1850—1868   | Русско-кокандская война                                      | Средняя Азия (Казахстан, Узбекистан, Кыргызстан, Таджикистан)                                                           | Цепь конфликтов между Российской империей с одной стороны и Кокандским ханством и Бухарским эмиратом с другой за влияние в Средней Азии. Закончилась победой России, присоединением обширных территорий в Семиречье и по берегам Сырдарьи. Кокандское ханство и союзный с ним Бухарский эмират были ослаблены и превращены в протектораты России. Коммерческий договор между Кауфманом и Худояр-ханом, превращавший Коканд в зависимое от России государство. | Победа         |
| 1853—1856   | Крымская война                                               | Балканы, Кавказ, Крым, Балтийское море, Тихий океан                                                                     | Синопское сражение, Оборона Севастополя (1854—1855). Запрет России держать флот и крепости на «нейтральном» Чёрном море. Присоединение Южной Бессарабии и дельты Дуная к Молдавскому княжеству (вассал Османской империи). Парижский мирный договор. | Поражение      |
| 1863—1864   | Польское (Январское) восстание                               | Российская империя (Царство Польское и Западный край без Подольской губернии)                                           | Недовольство русским управлением в Царстве Польском и Западном крае; Планы польского национально-освободительного движения возродить Речь Посполитую в границах 1772 года. Шляхетское восстание на землях бывшей Речи Посполитой, отошедших к Российской империи, а именно в Царстве Польском, Северо-Западном крае и на Волыни. Подавление восстания. | Победа         |
| 1866—68     | Бухарские походы                                             | Бухарский эмират | Военные походы русской армии в рамках покорения Центральной Азии против Бухарского эмирата. Закончилось разгромом бухарских войск в нескольких крупных сражениях и переходом Бухары под протекторат России. Россия присоединила Самарканд и окрестности. | Победа         |
| 1868        | Каршинская экспедиция                                        | Бухарский эмират | После Бухарского похода 1866-68 гг.и подписания в июне 1868 года мирного договора с Бухарой русские войска по просьбе эмира подавили мятеж в Каршинском бекстве, и овладели столицей бекства-городом Карши, который был возвращён Бухаре. | Победа         |
| 1870        | Адаевское восстание                                          | полуостров Мангышлак | Восстание было поднято адаевцами и отчасти туркменами-йомудами против введения на полуострове русским правительством ряда административных реформ. Оно было подавлено, но российские власти пошли на некоторые уступки. Приказом по Военному ведомству этот период военных действий на Мангышлаке принимался за военную кампанию. | Победа         |
| 1870        | Искандер-кульская экспедиция                                 | Зеравшанский округ | Для водворения порядка в бекствах Верхнего Заравшана, враждовавших с бухарским эмиром. Экспедиция позволила присоединить к России территории горных бекств: Матчинского, Фалгорского, Фарабского, Магианского и Кштутского. Всего около: 244 000 кв. миль, с 31 500 жителей. | Победа         |
| 1871        | Кульджинский поход                                           | Илийский султанат, Туркестанское генерал-губернаторство                                                                 | К весне 1871 года обострились отношения между отколовшимся ранее от империи Цин Илийским султанатом и русскими властями Туркестана. Илийские уйгуры совершали грабительские набеги на русскую территорию. Военная экспедиция войск Российской империи под командой военного губернатора Семиреченской области генерал-лейтенанта Колпаковского привела к принятия Илийского края под юрисдикцию Российской империи. В 1881 году почти вся территория края возвращена империи Цин. | Победа         |
| 1873        | Хивинский поход                                              | Хивинское ханство, Бухарское ханство, Туркестанское генерал-губернаторство, Среднеазиатские владения Российской империи | К 1870-м годам Российская империя покорила два крупнейших государства в Средней Азии — Бухарское и Кокандское ханство. Значительные территории этих государств были аннексированы. Последним независимым государством в Средней Азии оставалось Хивинское ханство. Военная экспедиция войск Российской империи с целью покорения Хивинского ханства. Победа России, Гендемианский мирный договор. | Победа         |
| 1875—1876   | Кокандский поход                                             | Кокандское ханство, Туркестанское генерал-губернаторство, Среднеазиатские владения Российской империи                   | Военная экспедиция войск Российской империи с целью покорения Кокандского ханства. Победа России. Ликвидация Кокандского ханства. | Победа         |
| 1877—1878   | Русско-турецкая война                                        | Балканы, Кавказ | Оборона Шипки, Осада Плевны, Сражение при Шейново. Победа Российской империи. Временная русская оккупация Болгарии. Присоединение к России Южной Бессарабии, Карсской и Батумской областей. Сан-Стефанский мир, Берлинский трактат | Победа         |
| 1880—1881   | Ахал-текинская экспедиция                                    | Закаспийская область | К концу XIX века перед Российской империей стояла задача не допустить английской экспансии в Средней Азии. Для этого было необходимо завоевать Туркестан. Военная операция Русской армии по покорению племён текинцев, живших в Туркмении. Закаспийская область присоединена к России. | Победа         |
| 1884        | Покорение Мерва                                              | Мервский оазис | В результате Мервского похода предпринятого в начале 1884 года произошло несколько боевых столкновений. Местные племена потерпели поражение. Россия одержала победу присоединив Мервский оазис. Россия после присоединения Мерва вышла непосредственно к границам Афганистана, что вызвало напряжённость в русско-английских отношениях и привело к русско-афганскому конфликту 1885 года. | Победа         |
| 1885        | Афганский кризис                                             | Центральная Азия | Конфликт между Российской империей и Британской империей из-за сфер влияния в Центральной Азии, спровоцированный боем на Кушке. Стал кульминацией «Большой игры» этих держав, которая продолжалась с середины XIX века. Обе страны (Россия и Афганистан) списали этот инцидент на случайное пограничное столкновение. | Победа         |
| 1891—1894   | Памирские экспедиции отряда Ионова                           | Памир | Российские власти не хотели допустить, чтобы Памир был поделен между Великобританией и Китаем, и приняли решение немедленно взять его под свой контроль. Экспедиции русских войск на Памир под командованием генерала Михаила Ефремовича Ионова. | Победа         |
| 1900—1901   | Ихэтуаньское (Боксёрское) восста́ние                          | Северный и Северо-Восточный Китай, Приамурье                                                                            | Восстание китайцев против иностранного вмешательства в экономику, внутреннюю политику и религиозную жизнь Китая. Российская интервенция в Маньчжурию, Битва за Пекин 1900 года. Подавление восстания. Подписание Заключительного протокола. | Победа         |
| 1904—1905   | Русско-японская война                                        | Маньчжурия, Корея, Жёлтое море, Японское море, Сахалин                                                                  | Столкновение зон влияния Российской и Японской империй в Корее и Маньчжурии. Победа Японии. Переход к Японии арендных прав на Ляодунский полуостров и аннексия ею Южного Сахалина. Портсмутский мир. | Поражение      |
| 1909—1911   | Российская интервенция в Персию                              | Север Персии | Военное вмешательство Российской империи во время гражданской войны в Персии, с целью сохранения влияния России в северном Иране. Победа России. После обеспечения стабильности большая часть российских войск покинула Персию, однако отдельные российские подразделения находились на персидской территории вплоть до начала Первой мировой войны. | Победа         |
| 1914—1918   | Первая мировая война                                         | Русский театр военных действий — Восточный фронт, Кавказский фронт                                                      | Галицийская битва, Великое отступление 1915 года, Брусиловский прорыв. Февральская и Октябрьская революции в Российской империи. Выход России из войны и распад Российской империи. Брестский мир. Начало гражданской войны в России. | Неопределённый |
| 1916—1917   | Среднеазиатское восстание                                    | Центральная Азия | Крупнейшее антиколониальное восстание среднеазиатских народов, против политики царских властей. Подавлено царскими войсками. | Победа         |

### Советская Россия / СССР
| Годы                | Название                                       | Регион | Описание | Результат      |
| ------------------- | ---------------------------------------------- | --- | --- | -------------- |
| 1917/1918—1922/1923 | Гражданская война                              | Россия | Конфликт начался на завершаюшем этапе Первой мировой войны и вслед за распадом Российской империи. Ряд вооружённых конфликтов между различными политическими, этническими, социальными группами и государственными образованиями на территории Российской республики, последовавших за восстанием Чехословацкого корпуса в мае 1918 года. | Победа         |
| 1918—1938/1942      | Борьба с басмачеством                          | Весь Западный Туркестан, прилегающие к России/СССР территории Восточного Туркестана, Эмират Афганистан, Персия                          | Часть Гражданской войны в России. Антисоветское повстанческое движение в Средней Азии, целью которых было изгнание большевиков, отделения Туркестана от Советской России и создание Исламского государства Туркестан. Движение было полностью разгромлено частями Красной Армии и местными просоветскими формированиями к концу 30-х—началу 40-х гг. | Победа         |
| 1918                | Восстание Чехословацкого корпуса               | Поволжье, Урал, Сибирь, Дальний Восток                                                                                                  | Часть Гражданской войны в России. Выступление Чехословацкого корпуса охватило Поволжье, Урал, Сибирь, Дальний Восток и создало благоприятную ситуацию для свержения советских органов власти, образования антисоветских правительств и начала широкомасштабных боевых действий в рамках Гражданской войны. Победа РСФСР. Эвакуация частей корпуса из России в Европу. | Победа         |
| 1918—1922           | Иностранная военная интервенция в России       | Россия | Часть гражданской войны в России. Иностранная военная поддержка Белого движения в ходе гражданской войны. Боевые действия на Балтийском море, Интервенция Центральных держав в Европейской части России, Иностранная интервенция на севере России, Иностранная интервенция на юге России, Интервенция стран Антанты в Россию, Германо-турецкая интервенция в Закавказье, Английская интервенция в Средней Азии, Иностранная интервенция в Сибири и на Дальнем Востоке. Победа Красной армии. Вывод войск интервентов из России. Создание СССР на большей части бывшей Российской империи. Провозглашение независимости Польши, Финляндии, Литвы, Латвии, Эстонии.                | Победа         |
| 1917—1921           | Революция и Гражданская война на Украине       | УНР (20.11.1917—29.4.1918, 14.12.1918—11.1920); Украинское государство (29.4—14.12.1918)                                                | Часть гражданской войны в России. Боевые действия на территории Украины с участием красных, белых, войск стран Антанты и Союза центральных держав, Действующей армии УНР, Галицкой армии ЗУНР и армии Украинской державы, польских, румынских, венгерских, чехословацких войск, а также различных повстанческих формирований (махновцев, зеленых, холоднояровцев и других). Победа Красной армии. Рижский мирный договор, выезд правительства УНР в изгнание. Создание УССР и её включение в состав СССР. | Победа         |
| 1917—1924           | Революция в Хиве                               | Туркестан | Часть гражданской войны в России. События 1917-1924 годов в Хивинском ханстве (затем в ХНСР и ХССР), приведшие к ликвидации ханства в Хиве, установлению Хорезсмской народной советской республики (с помощью Красной Армии), и последующему вхождению республики в состав СССР. | Победа         |
| 1917—1924           | Революция в Бухаре                             | Бухарский эмират, БНСР | Часть гражданской войны в России. События 1917—1924 годов, которые привели к восстанию младобухарцев в марте 1918года, вторжению частей РККА на территорию Бухарского эмирата в 1920 году, его ликвидации и образованию Бухарской Народной Советской Республики, массового вооружённого сопротивления населения, подавления басмачества, включению Бухарской Социалистической Советской Республики в состав СССР 19 сентября 1924 года, как отдельной союзной республики, ликвидации новосозданной республики в результате национального размежевания и образования Узбекской ССР, Туркменской ССР и Таджикской АССР (с 1929 года Таджикской ССР) в 1924 году.                   | Победа         |
| 1917—1918           | Боевые действия в Бессарабии                   | Молдавия | Часть гражданской войны в России. Краевой парламент Сфатул Цэрий провозгласил создание независимого молдавского государства, но оно лишь частично контролировало эти земли. На территории Молдавской демократической республики шли бои с участием румынской армии, РККА и войск УНР. В декабре 1918 года Сфатул Цэрий проголосовал за вхождение в состав королевской Румынии и ввод румынских войск на территорию МДР. СССР не признал включение Бессарабии в состав Румынии. Создание Молдавской АССР в составе Советской Украины. | Поражение      |
| 1918—1921           | Боевые действия в Закавказье                   | Азербайджан, Армения, Грузия | Часть гражданской войны в России. Боевые действия между РСФСР и независимыми республиками, образовавшимся в результате распада Закавказской демократической федерации. Германо-турецкая интервенция в Закавказье, Бакинская операция, Советизация Грузии, восстание коммунистов в Армении. Победа Красной армии. Образование Азербайджанской, Армянской и Грузинской ССР соответственно, включение их в состав СССР в виде Закавказской советской федерации. | Победа         |
| 1918—1919           | Советско-литовская война                       | Литва | Часть гражданской войны в России. Вооружённый конфликт РСФСР с Литвой и оккупировавшими её немцами. Поражение советской стороны, продолжение боевых действий между литовцами, белогвардейцами и поляками. Московский договор (РСФСР — Литва, 1920). Независимость Литвы. | Поражение      |
| 1918—1920           | Первая советско-финская война                  | Архангельская губерния, Олонецкая губерния, Выборгская губерния, Ладожское озеро, Эстония                                               | Часть гражданской войны в России. Боевые действия между белофинскими войсками и частями РККА на территории Советской России. Печенгская область, западная часть полуострова Рыбачий и большая часть полуострова Среднего аннексирована Финляндией. Ликвидированы Республика Северная Ингрия и Северокарельское государство. Тартуский мирный договор между РСФСР и Финляндией. | Поражение      |
| 1918—1920           | Эстонская освободительная война                | Эстония, Латвия, Советская Россия | Часть гражданской войны в России. Военные действия, в которых Вооружённые силы Эстонии при участии Северного корпуса, а впоследствии Северо-Западной армии белых, противостояли Красной армии. Тартуский мирный договор между РСФСР и Эстонией. Независимость Эстонии. | Поражение      |
| 1919—1921           | Советско-польская война                        | Украина, Белоруссия, Польша, Литва, Латвия                                                                                              | Часть гражданской войны в России. Советская Россия не смогла установить контроль над Западной Украиной и Западной Белоруссией. Рижский мирный договор. | Поражение      |
| 1921                | Монгольская операция                           | Монголия | Серия боёв между советскими, революционными монгольскимии и дальневосточными войсками, Азиатской конной дивизией генерал-лейтенанта Унгерн-Штернберга и монгольскими феодальными войсками. Действия советских и монгольских революционных войск привели к изгнанию Азиатской дивизии и союзных ей монгольских войск и установлению советской власти. | Победа         |
| 1921—1922           | Карельское восстание (1921—1922)               | Восточная Карелия | Часть гражданской войны в России. Вооружённый конфликт на заключительном этапе гражданской войны — c ноября 1921 по февраль 1922 года — между карельскими повстанцами и финскими добровольцами с одной стороны, и Красной армией — с другой стороны. | Победа         |
| 1924                | Восстание в Грузии (1924)                      | Грузинская ССР | Вооружённое восстание грузин против советской власти в Советской Социалистической Республике Грузии. Восстание возглавляли Комитет по вопросам независимости Грузии (КНГ) и другие антибольшевистские партии. Оно было направлено на свержение советской власти, установленной во время Тифлисской операции в 1921 году, и обретение независимости. Восстание было подавлено Красной Армией и ВЧК, после чего в Грузии начались массовые репрессии, от которых пострадало несколько тысяч человек, и окончательно установилась власть большевиков. | Победа         |
| 1929                | Афганский поход Красной армии                  | Провинция Балх, Афганистан | Военная операция, направленная на поддержание свергнутого короля Афганистана Амануллы-хана. Отряд РККА установил контроль над провинцией Балх, но вынужден был вернуться в СССР после бегства Амануллы-хана за границу. | Победа         |
| 1929                | Конфликт на Китайско-Восточной железной дороге | Китай | Советско-китайский вооружённый конфликт, произошедший в 1929 году после захвата Чжан Сюэляном контроля над Китайско-Восточной железной дорогой, являвшейся совместным советско-китайским предприятием. В ходе последующих боевых действий Красная армия разгромила противника. Подписанный 22 декабря Хабаровский протокол положил конец конфликту и восстановил существовавший до столкновений статус дороги. | Победа         |
| 1930                | Афганский поход Красной армии                  | Провинция Бадахшан, Афганистан | Спецоперация командования САВО по уничтожению экономических баз басмачей и истреблению их кадров на территории Афганистана. Операцию выполняли части сводной кавалерийской бригады под командованием комбрига Я. Мелькумова. Разгром баз басмачей. | Победа         |
| 1932—1941           | Советско-японские пограничные конфликты        | Маньчжурия | Ряд пограничных конфликтов между СССР и Японией в период между 1932 и 1941 годами. Они были обусловлены тем, что после оккупации Маньчжоу-го и Кореи Япония обратила свои интересы на советскую территорию. Бои между советскими и японскими войсками часто проходили на границе с Маньчжоу-го. В результате поражения японцев на Халхин-Голе, 13 апреля 1941 года Япония и СССР подписали Пакт о нейтралитете. Позднее когда в декабре 1941 года войска Германии стояли под Москвой, Гитлер просил японцев напасть на СССР на Дальнем Востоке, но они отказались присоединиться к Третьему рейху в его войне с СССР, хотя они и были участниками Оси.                           | Победа         |
| 1934                | Интервенция в Синьцзян                         | Восточный Туркестан | Операция советских подразделений против китайской армии на северо-западе Синьцзяна в 1934 году проведённая по запросу правительства Шэн Шицая. Успешное выполнение задачи. Сохранение просоветского правительства Шэн Шицая у власти до 1944 года. | Победа         |
| 1936—1939           | Гражданская война в Испании                    | Континентальная Испания, Испанское Марокко, Испанская Сахара, Канарские острова, Балеарские острова, Испанская Гвинея, Средиземное море | Конфликт между Второй Испанской Республикой в лице правительства испанского Народного фронта (республиканцы, лоялисты) и оппозиционной ей испанской военно-националистической диктатурой под предводительством генерала Франсиско Франко (мятежники), поддержанного фашистской Италией, нацистской Германией и Португалией, в результате которого была ликвидирована Испанская республика и свергнуто республиканское правительство, пользовавшееся поддержкой СССР (Группа советских военных специалистов в Испании), Мексики и, в начале войны, Франции. Победа националистов. Падение республики. Установление диктатуры Франко.                                              | Поражение      |
| 1937                | Исламское восстание в Синьцзяне (1937)         | Синьцзян | В 1937 году в южном Синьцзяне вспыхнуло исламское восстание. Правительство Шэн Шицая обратилось за помощью к СССР, чтобы разгромить восставших. Советские войска смогли подавить восстание и установить просоветский режим на территории Синьцзяня. | Победа         |
| 1937—1945           | Японо-китайская война (1937—1945)              | Китай | Война между Китайской республикой и Японской империей, начавшейся до начала Второй мировой войны и продолжавшаяся до её окончания. В 1937—1941 Китай сражался, опираясь на помощь США и СССР (Группа советских военных специалистов в Китае). После нападения японцев на Перл-Харбор японо-китайская война стала частью Второй мировой. Военная помощь, а затем и уже боевые действия вооружённых сил СССР, а также вооружённых сил западных союзников спасли Китай от полного разгрома. Японские войска в Китае формально капитулировали 9 сентября 1945 года. Японо-китайская, а вместе с ней и Вторая мировая в Азии закончилась полной капитуляцией Японии перед союзниками. | Победа         |
| 1938                | Хасанские бои                                  | Район озера Хасан | Серия столкновений в 1938 году между Японской императорской армией и РККА из-за оспаривания Японией принадлежности территории у озера Хасан и реки Туманная. Победа СССР. | Победа         |
| 1939                | Бои на Халхин-Голе                             | Монгольско-маньчжурская граница | Необъявленный локальный вооружённый конфликт, продолжавшийся с весны по осень 1939 года у реки Халхин-Гол на территории Монголии у границы Маньчжоу-го с МНР. Заключительное сражение произошло в конце августа и завершилось полным разгромом 23-й пехотной дивизии 6-й отдельной армии Японии. Перемирие между СССР и Японией было заключено 15 сентября 1939 года. Победа СССР и Монголии. | Победа         |
| 1939                | Польский поход Красной армии                   | Польша | Часть Второй мировой войны. Военная операция Рабоче-крестьянской Красной армии в восточных областях Польской Республики, результатом которой по договору о ненападении, договору о дружбе и границе и секретным протоколам между СССР и нацистской Германией стало их присоединение к Украинской и Белорусской ССР (в качестве Западной Украины и Западной Белоруссии соответственно) и к Литовской Республике (часть Виленского края). Победа СССР. | Победа         |
| 1939—1940           | Вторая советско-финская война                  | Восточная Финляндия, Карелия, Мурманская область                                                                                        | Часть Второй мировой войны. СССР взял под контроль всю акваторию Ладожского озера и создал зону безопасности для Ленинграда. Московский договор 1940 года. | Победа         |
| 1940                | Бессарабский поход Красной армии               | Румыния | Часть Второй мировой войны. Военная операция Рабоче-крестьянской Красной армии на территории королевской Румынии, результатом которой по договору о ненападении, договору о дружбе и границе и секретным протоколам между СССР и нацистской Германией стало присоединение Бессарабии, Северной Буковины и области Герца к СССР. Из большей части Бессарабии после объединения с Молдавской АССР (существовала с 1924 года в составе Советской Украины) была создана Молдавская ССР. К Украинской ССР отошли южные районы Бессарабии, а также Северная Буковина и регион Герца (в качестве Черновицкой области).                                                                  | Победа         |
| 1940                | Прибалтийский поход Красной армии              | Латвия, Литва, Эстония | Часть Второй мировой войны. Военная операция Рабоче-крестьянской Красной армии на территории трёх прибалтийских республик, результатом которой по договору о ненападении, договору о дружбе и границе и секретным протоколам между СССР и нацистской Германией стало присоединение трёх независимых республик к Советскому Союзу. Создание Латвийской, Литовской и Эстонской ССР соответственно. | Победа         |
| 1941—1945           | Великая Отечественная война                    | Восточная и Центральная Европа, акватории Северного Ледовитого и Атлантического океанов                                                 | Часть Второй мировой войны. Война СССР против вторгшихся на советскую территорию нацистской Германии и её европейских союзников (Венгрии, Италии, Румынии, Словакии, Финляндии, Хорватии). Операция «Барбаросса», Битва за Москву, Блокада Ленинграда, Сталинградская битва, Курская битва, Десять сталинских ударов, Битва за Берлин. Победа СССР. Акт о капитуляции Германии, окончание боевых действий в Европе. | Победа         |
| 1941                | Иранская операция                              | Иран | Часть Второй мировой войны. Совместная англо-советская операция по оккупации Ирана с целью защиты англо-иранских нефтяных месторождений от возможного захвата их войсками Германии и их союзниками, а также защиты транспортного коридора (южный коридор), по которому союзниками осуществлялись поставки по ленд-лизу для Советского Союза. В ходе операции вооружённые силы союзников вторглись в Иран, свергли шаха Резу Пехлеви и установили контроль над Трансиранской железной дорогой и нефтяными месторождениями Ирана. При этом британские войска оккупировали юг Ирана, а советские войска — север.                                                                    | Победа         |
| 1941—1944           | Третья советско-финская война                  | Финляндия, Карело-Финская ССР, Ленинградская область, Мурманская область и Вологодская область                                          | Часть Второй мировой войны. Стремление Финляндии вернуть территории, утраченные по итогам Зимней войны. Победа СССР. Московское перемирие, Финляндия объявила войну нацистской Германии. | Победа         |
| 1944                | Болгарская операция                            | Болгария | Часть Второй мировой войны. Военная операция вооружённых сил СССР против войск Болгарии и Германии в ходе Великой Отечественной войны. 5 сентября СССР объявил войну Болгарии, и советские войска пересекли границу Болгарии и углубились вглубь страны. Они продвигались не встречая никакого сопротивления. В ночь с 8 на 9 сентября началось восстание в Софии, правительство Муравиева было свергнуто, образовано правительство Отечественного фронта во главе с К.Георгиевым. В соответствии с директивой Ставкой Верховного главнокомандования с 22 часов 00 минут 9 сентября 1944 года боевые действия советских войск против Болгарии были прекращены.                   | Победа         |
| 1944—1954           | Повстанческое движение на Западной Украине     | Западная Украина | Конфликт проходил на завершительном этапе Второй мировой войны. Советские войска и органы безопасности разгромили армию украинских националистов (Украинская повстанческая армия), ликвидировали украинское националистическое движение в западных регионах Украины. | Победа         |
| 1941—1948           | Повстанческое движение в Белоруссии            | Белоруссия | Конфликт проходил на начальном и на завершительном этапе Второй мировой войны. Советские войска и органы безопасности разгромили отряды белорусских националистов (Белорусская Самооборона и Чёрный кот), ликвидировали белорусское националистическое движение. | Победа         |
| 1944—1954           | Повстанческое движение в Литве                 | Литва | Конфликт проходил на завершительном этапе Второй мировой войны. Советские войска и органы безопасности разгромили отряды литовских националистов (Лесные братья), ликвидировали литовское националистическое движение. | Победа         |
| 1944—1956           | Повстанческое движение в Латвии                | Латвия | Конфликт проходил на завершительном этапе Второй мировой войны. Советские войска и органы безопасности разгромили отряды латвийских националистов (Лесные братья), ликвидировали латвийское националистическое движение. | Победа         |
| 1940—1953           | Повстанческое движение в Эстонии               | Эстония | Конфликт проходил на начальном и на завершительном этапе Второй мировой войны. Советские войска и органы безопасности разгромили отряды эстонских националистов (Лесные братья), ликвидировали эстонское националистическое движение. | Победа         |
| 1944—1953           | Повстанческое движение в Польше                | Польша, бывшие Восточные кресы (Западная Украина, Западная Белоруссия, Виленский край)                                                  | Конфликт проходил на завершительном этапе Второй мировой войны. Советские войска и органы безопасности, а также органы власти просоветского, коммунистического правительства Польской Народной Республики разгромили армию польских националистов (Армия Крайова) и другие польские антикоммунистические организации, ликвидировали польское националистическое движение. | Победа         |
| 1945                | Советско-японская война                        | Маньчжурия, Сахалин, Курильские острова, Корея                                                                                          | Часть Второй мировой войны. Японская империя капитулировала. СССР аннексировал у Японии территории, в том числе те, которые были утрачены Россией в результате Русско-японской войны. Маньчжоу-го и Мэнцзян прекратили своё существование. Акт о капитуляции Японии, окончание Второй мировой войны. | Победа         |
| 1950—1953           | Корейская война                                | Корейский полуостров | Часть Холодной войны. Попытка Ким Ир Сена воссоединить Корею под своей властью. Конфликт между КНДР и Республикой Кореей; рассматривается как опосредованная война между США c их союзниками и силами КНР и СССР. Разделение Кореи на Северную и Южную. Перемирие и прекращение огня. | Неопределённый |
| 1956                | Венгерское восстание                           | Венгрия | Часть Холодной войны. Вооружённое восстание против просоветского режима народной республики в Венгрии в октябре — ноябре 1956 года, подавленное советскими войсками. | Победа         |
| 1957—1975           | Война во Вьетнаме                              | Индокитай | Часть Холодной войны. Началась как гражданская в Южном Вьетнаме. В дальнейшем в войну был втянут Северный Вьетнам, позднее получивший поддержку Китая и СССР (Группа советских военных специалистов во Вьетнаме). Вывод войск США и их союзников из Республики Вьетнам (Южного Вьетнама); Победа ДРВ (Северного Вьетнама) и НФОЮВ (РЮВ). Республика Вьетнам прекратила существование; Объединение Вьетнама под властью КПВ. | Победа         |
| 1961—1962           | Операция «Трикора»                             | Западная Новая Гвинея | Индонезийская военная операция, военную помощь которой оказывал СССР, целью которых было захватить и аннексировать заморскую территорию Нидерландов в Новой Гвинее в 1961—1962 годах в период территориального спора о принадлежности Западной Новой Гвинеи. Нью-Йоркское соглашение. Западная часть острова Папуа в 1962 году была воссоединена с Индонезией. | Победа         |
| 1967—1970           | Египетско-израильская война на истощение       | Египет | Часть Холодной войны. Попытка Египта вернуть территории, захваченные Израилем в ходе Шестидневной войны. В ходе боевых действий Египет понимая, что проигрывает попросил военную помощь у СССР. Советская сторона решила оказать помощь союзнику. Операция получила название "Кавказ". Перемирие было заключено 7 августа 1970 года. Все захваченные территории остались под контролем Израиля. Обе стороны рассматривали прекращение огня как свою победу. | Неопределённый |
| 1968                | Ввод войск в Чехословакию                      | Чехословакия | Часть Холодной войны. Ввод войск Варшавского договора (кроме Румынии) в Чехословакию, начавшийся 21 августа 1968 года и положивший конец реформам Пражской весны. Конец пражской весны, подписание Московского протокола, советское военное присутствие до 1991 года. | Победа         |
| 1969                | Пограничный конфликт на острове Даманском      | Советско-китайская граница (остров Даманский, Пожарский район, Приморский край, РСФСР, СССР)                                            | Часть Холодной войны и советско-китайского раскола. Вооружённые столкновения между СССР и КНР из-за территориальных претензий Китая к Советскому Союзу. Территория стала ничьей. Впоследствии, по итогам переговоров, остров был передан КНР. | Неопределённый |
| 1975—2002           | Гражданская война в Анголе                     | Ангола | Часть Холодной войны. Крупный вооружённый конфликт на территории Анголы между тремя соперничающими группировками: МПЛА, ФНЛА и УНИТА. Председатель МПЛА Агостиньо Нето обратился за помощью к СССР и Кубе. Кубинский лидер Фидель Кастро отреагировал сразу же, направив в Анголу на помощь МПЛА добровольческие кубинские отряды. СССР до конца 1975 года направил на помощь МПЛА около 200 военных специалистов, к ангольским берегам также прибыли боевые корабли ВМФ СССР. Кубинская и советская поддержка обеспечили МПЛА значительный военный перевес над формированиями ФНЛА. Победа МПЛА в 2002 году.                                                                    | Неопределённый |
| 1977—1978           | Война за Огаден (1977—1978)                    | Огаден, Эфиопское Сомали | Война между Эфиопией и Сомали за контроль над спорным регионом Огаден, «Первая социалистическая война в Африке». Причиной войны стала попытка Сомали присоединить населённую преимущественно сомалийцами эфиопскую территорию Огаден. Однако при помощи Советского Союза и его союзников эфиопские войска вынудили армию Сомали покинуть территорию Эфиопии. Победа Эфиопии, возвращение к статусу-кво. | Победа         |
| 1979—1989           | Афганская война                                | Афганистан | Часть Холодной войны и гражданской войны в Афганистане. Военный конфликт на территории Демократической Республики Афганистан между правительственными силами Афганистана при поддержке Ограниченного контингента советских войск (ОКСВА) с одной стороны и вооружёнными формированиями афганских моджахедов, пользующихся политической, финансовой, материальной и военной поддержкой НАТО и консервативного исламского мира, с другой стороны. ОКСВА не удалось подавить сопротивление моджахедов. Женевские соглашения. Вывод советских войск из Афганистана. Продолжение гражданской войны в Афганистане.                                                                     | Поражение      |

### Российская Федерация
| Годы        | Название                                             | Регион                                                | Описание | Результат                                                             |
| ----------- | ---------------------------------------------------- | ----------------------------------------------------- | --- | --------------------------------------------------------------------- |
| 1991—1992   | Война в Южной Осетии                                 | Южная Осетия, Грузия                                  | Часть грузино-южноосетинского конфликта. Противостояние между Грузией и Южной Осетией, начавшееся в ходе распада СССР. Провозглашение Южной Осетией независимости от Грузии. Победа Южной Осетии, Дагомысские соглашения о прекращении огня. | Победа                                                                |
| 1991—1993   | Военный переворот и гражданская война в Грузии       | Грузия                                                | События происходили на фоне распада СССР и становления независимой Грузии. Свержение первого президента Звиада Гамсахурдии и стремление его сторонников восстановить его на посту главы государства. Победа Государственного Совета во главе с Эдуардом Шеварднадзе над звиадистами. | Победа                                                                |
| 1992        | Война в Приднестровье                                | Приднестровье, Молдова                                | Часть молдо-приднестровского конфликта. Противостояние между Молдовой и Приднестровьем на референдумах, начавшееся в ходе распада СССР. Провозглашение независимости Приднестровья от Молдовы. «Замораживание» конфликта, начало переговорного процесса по его разрешению. Провал планов Молдовы установить военным путём контроль над левобережьем Днестра и Бендерами. Провал планов Приднестровья установить контроль над Кочиерами, Маловатыми, Кошницей, Пырытой, Варницей, Копанкой. | Победа                                                                |
| 1992        | Осетино-ингушский конфликт                           | Пригородный район, Северная Осетия, Ингушетия, Россия | Требование ингушей о возврате земель Пригородного района Северной Осетии в состав Ингушетии согласно Закону РСФСР от 26.04.1991 «О реабилитации репрессированных народов». Вооружённые столкновения остановлены вводом федеральных войск. Политическое противостояние продолжается. Исход большей части ингушского населения из Северной Осетии. | Сохранение прежних границ                                             |
| 1992—1997   | Гражданская война в Таджикистане                     | Таджикистан                                           | Вооружённый внутриэтнический межклановый конфликт в Таджикистане между сторонниками центральной власти и различными группировками в лице Объединённой таджикской оппозиции и афганских моджахедов, последовавший за провозглашением независимости страны в результате распада СССР. Президентом Таджикистана стал Эмомали Рахмонов, создание комиссии по национальному примирению. | Победа                                                                |
| 1992—1993   | Война в Абхазии                                      | Абхазия, Грузия                                       | Часть грузино-абхазского конфликта. Противостояние между Грузией и Абхазией, начавшееся в ходе распада СССР. Провозглашение Абхазией независимости от Грузии. Победа Абхазии, Московское соглашение о прекращении огня. | Победа                                                                |
| 1994—1996   | Первая чеченская война                               | Чечня, Россия                                         | Часть российско-чеченского конфликта. Боевые действия на территории Чечни и приграничных регионов Северного Кавказа между войсками России (ВС и МВД) и непризнанной Чеченской Республикой Ичкерия с целью взятия под контроль территории Чечни, на которой в результате распада СССР в 1991 году была провозглашена Чеченская Республика Ичкерия. Вывод федеральной армии из Чечни. Хасавюртовские соглашения. | Поражение                                                             |
| 1999        | Марш-бросок на Приштину                              | Приштина, Косово и Метохия, Сербия, Югославия         | Часть югославских войн. Российские десантники заняли единственный в Косово аэропорт «Слатина». По итогу переговоров с НАТО российским миротворцам было разрешено развернуться по всему Косово. | Победа                                                                |
| 1999        | Война в Дагестане                                    | Дагестан, Россия                                      | Часть российско-чеченского конфликта. Вооружённые столкновения, сопровождавшие ввод базировавшихся на территории Чечни отрядов «Исламской миротворческой бригады» под командованием Шамиля Басаева и Хаттаба на территорию Дагестана. Победа федеральных войск, отступление террористов в Чечню. Восстановление контроля над регионом российским правительством, начало Второй чеченской войны. | Победа                                                                |
| 1999—2009   | Вторая чеченская война                               | Чечня, Россия                                         | Часть российско-чеченского конфликта. Боевые действия на территории Чечни и приграничных регионов Северного Кавказа. Победа федеральных сил, ликвидация ЧРИ. Восстановление территориальной целостности России. | Победа                                                                |
| 2008        | Война в Грузии                                       | Южная Осетия, Абхазия, Грузия                         | Часть грузино-южноосетинского конфликта и грузино-абхазского конфликта. Боевые действия между Грузией с одной стороны, и самопровозглашёнными республиками Южной Осетией и Абхазией при поддержке России с другой. Победа России, Южной Осетии и Абхазии. Россия признала независимость Южной Осетии и Абхазии. План Медведева — Саркози. Разрыв дипломатических отношений между Грузией и Россией. | Победа                                                                |
| 2009—2016   | Действия ВМС России против сомалийских пиратов       | Индийский океан, Аденский залив, Красное море         | Военная операция ВМФ России в союзе с морскими силами других стран по противодействию пиратству в Аденском заливе. Благодаря патрулированию кораблей и жёстким действиям по противодействию пиратам, нападения на торговые суда в водах близ Сомали практически прекратились. | Победа                                                                |
| 2009—2017   | Борьба с терроризмом на Северном Кавказе             | Северный Кавказ, Россия                               | Часть российско-чеченского конфликта. Боевые действия между боевиками различных исламистских группировок и силовыми структурами России на Северном Кавказе, после официальной отмены режима контртеррористической операции в Чеченской Республике. Также используется название «Вооружённый конфликт на Северном Кавказе». Разгром вооружённого исламистского подполья, стабилизация обстановки на Северном Кавказе. | Победа                                                                |
| 2014        | Аннексия Крыма                                       | Крым, Украина                                         | Часть российско-украинской войны, которая началась 20 февраля 2014 года после победы Евромайдана в Киеве и бегства президента Украины Виктора Януковича в Россию. Операция Вооружённых сил России по занятию полуострова Крым и блокированию частей Вооружённых сил Украины. Успех ВС России, украинские войска покинули Крым. Аннексия полуострова РФ не признана Украиной и мировым сообществом. | Победа                                                                |
| 2014—2022   | Война в Донбассе                                     | Донецкая область, Луганская область, Украина          | Часть российско-украинской войны, которая началась 20 февраля 2014 года после победы Евромайдана в Киеве и бегства президента Украины Виктора Януковича в Россию. Образование непризнанных республик — ДНР и ЛНР с фактическим участием в конфликте российских войск. | Конфликт продолжается, перерос в полномасштабное вторжение на Украину |
| 2015 — 2024 | Военная операция России в Сирии                      | Сирия                                                 | Часть гражданской войны в Сирии. Военная операция России по поддержке официального правительства Сирии и борьбе против исламистских террористических организаций. Уничтожение Исламского государства, восстановление сирийским правительством контроля над большей частью страны. Свержение Башара Асада сирийской оппозицией, вывод российских войск из Сирии. | Поражение                                                             |
| с 2018      | Гражданская война в Центральноафриканской Республике | ЦАР                                                   | Россия отправила несколько сотен военных и тяжёлую технику в Центральноафриканскую республику, чтобы поддержать правительство. | Конфликт продолжается                                                 |
| с 2022      | Вторжение России на Украину                          | Украина, приграничные территории России               | Часть российско-украинской войны, которая началась 20 февраля 2014 года после победы Евромайдана в Киеве и бегства президента Украины Виктора Януковича в Россию. Самый большой военный конфликт в Европе после окончания Второй мировой войны. Стягивание Россией тысячи военных и единиц военной техники вблизи границы с Украиной в конце 2021 — начале 2022 годов. Признание Россией независимости самопровозглашенных ДНР и ЛНР 22 февраля 2022 года. Ввод российских войск в неподконтрольные Украине районы Донбасса. Обстрелы населенных пунктов Украины 24 февраля и ввод российских войск на территорию Украины из России, Беларуси и аннексированного в 2014 году Крыма. Разрыв дипломатических отношений между Украиной и Россией. Аннексия Россией оккупированных территорий четырёх областей Украины - Донецкой, Луганской, Херсонской и Запорожской. Битва за Донбасс. Удары по Крыму и боевые действия на территории России. Вооружённый мятеж Евгения Пригожина и ЧВК «Вагнер» 23—24 июня 2023 года. Рейды РДК и легиона «Свобода России» в Брянскую и Белгородскую области (2023); Белгородскую и Курскую области (2024). Оккупация украинскими войсками части Курской области в ходе боев в августе 2024 года. Бои в Белгородской области с марта 2025 года. | Конфликт продолжается                                                 |

## По странам-противникам

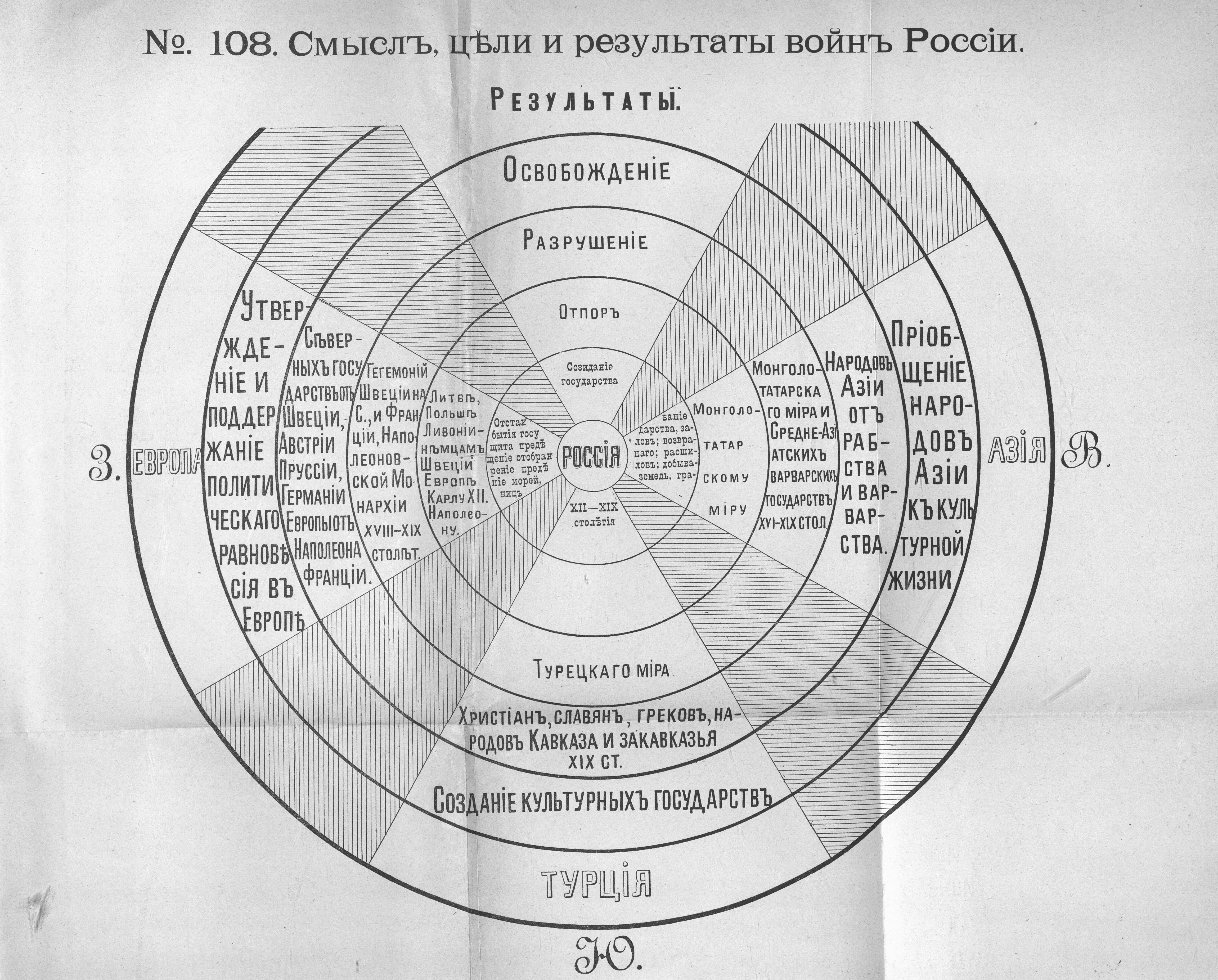
Описание войн России из пособия для военных училищ, 1898 год

Список войн Российского государства (с 1478 года, год образования единого Русского государства) с некоторыми странами-противниками по количеству конфликтов:
| Страна-противник       | Количество войн | Источник (примечание) | Подробнее |
| ---------------------- | --------------- | --- | --- |
| Крымское ханство       | >14             | | Русско-крымские войны, Крымско-ногайские набеги на Русь                                                                            |
| Польша                 | 13              | 14 (c учётом Отечественной войны 1812 года, в которой армия Герцогства Варшавского (вассала Франции) выставила около 100 тысяч человек для похода в Россию) | Русско-польские войны |
| Турция                 | 12              | Без учёта Наваринского сражения 1827 года, в рамках войны за независимость Греции                                                                           | Русско-турецкие войны |
| Швеция                 | 10              | | Русско-шведские войны |
| Казанское ханство      | 7               | | Русско-казанские войны |
| Иран (Персия)          | 7               | | Русско-персидские войны |
| Литва                  | 6               | | Русско-литовские войны |
| Франция                | 5               | 6 (c учётом Крымской войны, в которой Франция выставила самый большой военный корпус (около 300 тысяч) среди стран антироссийской коалиции)                 | Русско-французские войны |
| Япония                 | 5               | | Русско-японская война, Японское участие в Сибирской интервенции, Хасанские бои (1938), Бои на Халхин-Голе, Советско-японская война |
| Тарковское шамхальство | >5              | | Русско-кумыкские войны |
| Венгрия                | >5              | | Русско-венгерские войны |
| Германия (Пруссия)     | 3               | | Семилетняя война, Первая мировая война, Великая Отечественная война                                                                |
| Ливонская конфедерация | 3               | | Русско-ливонские войны |
| Англия                 | 3               | | Русско-английские войны |

### Комментарии
1. ↑  История российской государственности насчитывает более тысячи лет; традиционно её начинают от летописного призвания варяжских князей в Новгород и Киев в IX веке[1].
2. ↑  В Повести временных лет датой похода указан 866 год, но это датировка неверна. Точная дата устанавливается по византийским источникам.
3. ↑  Отражено в Повести временных лет.
4. ↑  Также в русскоязычном прочтении Бугдай-шамхал, сын Амаль-Мухаммеда[15].
5. ↑  Победа русских войск в ходе итальянской кампании Суворова, поражение Австрии после выхода России из войны.
6. ↑  После заключения сепаратного мира Россия вышла из войны и по её итогам не вошла в число держав-победительниц блока Антанты, утратив при этом из-за многих факторов значительные территории в Восточной Европе.
7. ↑  Установление советской власти на большей части территории бывшей Российской империи.